# 苏德战争
蘇德戰爭（納粹德國方面稱為東方戰線；蘇聯方面稱為偉大的衛國戰爭，羅馬化：Velikaya Otechestvennaya Voyna，而「衛國戰爭」本指1812年的俄法戰爭）是第二次世界大戰期間蘇聯与德國及雙方盟國之間發生的戰爭，時間從1941年6月22日德國巴巴羅薩行動開始進攻至蘇聯莫斯科、至1945年5月9日德國在柏林向苏联无条件投降為止。
东线的两个主要交战国是德国和苏联，尽管美国和英国从未向东线派遣地面部队，但都以租借法案的形式向苏联提供了大量物质援助以及海空力量支持。德国和芬兰在最北端的苏芬边境以及摩尔曼斯克的联合行动被视为东线的一部分；此外，苏芬继续战争通常也被认为是东线的一部分。大约有3000万人死于第二次世界大战东方战线，其中包括900万儿童。苏德战争对第二次世界大战欧洲战场的结果具有决定性作用，英國历史学家杰弗里·罗伯茨指出，“第二次世界大战期间80%以上的战斗都发生在东线”。故被各界廣泛認為是轴心国失败的主因。
1941年6月22日，东线战争拉开序幕，纳粹德国领导的轴心国军队开始向苏联推进，代号为“巴巴罗萨行动”。最初，苏联军队无法阻止轴心国军队接近莫斯科，但轴心国经历多次尝试后仍未能占领莫斯科，并很快将注意力集中在高加索地区的油田。1942年6月28日，德军根据“蓝色方案”计划入侵高加索地区，苏联則在斯大林格勒成功阻止了轴心国的进一步推进，斯大林格勒战役是二战中最血腥的一场战役，并成为第二次世界大战的重要转折点。轴心国在库尔斯克会战的失败终结了进攻力量，并为苏联的进攻扫清了道路，並导致许多德国盟友叛变并加入同盟国，例如罗马尼亚和保加利亚。苏德战争最后以苏军占领柏林结束，5月8日德国签署投降书，这一天标志着欧洲战争的结束。
第二次世界大战东方战线是人類历史上最大规模的军事对抗，为了追求“生存空间”，纳粹德国在整个东欧发动了一场歼灭战。纳粹军事行动的特点是残暴、焦土政策、肆意破坏、大规模驱逐、强迫饥饿、大规模恐怖主义和屠杀；其中还包括东方总计划和饥饿计划的种族灭绝运动，旨在消灭和种族清洗一亿多东欧原住民。
蘇聯雖然作為“解放者”，但同樣聲名狼藉，包含與德軍瓜分波蘭時的卡廷大屠殺終被揭露而引發的風波，以及在先前發動蘇芬戰爭爭議未解上的继续战争、對東歐各國干涉並強行赤化至冷戰末期，與趁戰爭期間佔領波羅的海等，尤其在東歐國家裡對其看法迥然不同甚至趨於負面，現代以來的去共產化運動也引發了與俄方的摩擦，在梳理紅軍的戰爭罪行與戰後勢力劃分的研究事證的論點多元下，使得如今這場戰爭性質在史學出版中常常具有爭議。

## 名稱
伟大卫国战争是俄罗斯和一些前苏联国家使用的一个术语，用于描述纳粹德国和苏联于1941年6月22日至1945年5月9日的战争，也称为苏德战争或第二次世界大战东方战线。

### 历史
“卫国战争”一词指的是1812年俄法战争中俄罗斯的抵抗，这场战争也被称为1812年卫国战争。在俄语中，“отечественная война”一词最初指的是在自己领土上进行的战争，与海外战争相对，后来又被重新解释为祖国战争，即保卫祖国的战争。卫国战争一词首次出现于1844年，并在1912年俄法一百周年前夕流行起来。
1914年，卫国战争一词被用于第一次世界大战。这是圣彼得堡《戏剧与生活》杂志战时特别附录的名称，指第一次世界大战东方战线，俄罗斯帝国与德意志帝国和奥匈帝国的战争。
1941年6月23日，即德国入侵苏联的第二天，“伟大卫国战争”一词再次出现在苏共官方报纸《真理报》上，由《真理报》编辑委员会成员叶梅利扬·雅罗斯拉夫斯基撰写的文章《苏联人民的伟大卫国战争》上出现。这句话的目的是激励人民保卫苏联祖国并驱逐入侵者，1812年卫国战争的提及被视为极大的士气鼓舞。在苏联时期，史学家对历史进行歪曲，以符合共产主义意识形态，米哈伊尔·库图佐夫元帅和彼得·巴格拉季昂亲王被变成了农民将军，亚历山大一世要么被忽视，要么被诽谤，战争变成了一场大规模的“人民战争” ，但俄罗斯普通民众几乎没有参与。德国的入侵被苏联政府称为伟大的卫国战争，与沙皇亚历山大一世战胜拿破仑军队进行比较。
卫国战争或祖国战争一词于1942年5月20日颁布的卫国战争勋章得到正式认可。

### 使用
卫国战争一词在苏联以外的国家一般不使用，第二次世界大战东方战线（1941-1945）与卫国战争这两个术语都没有包括第二次世界大战的初始阶段。在此期间，与德国签订苏德互不侵犯条约的苏联曾入侵波兰、占领波罗的海国家、占领罗马尼亚的比萨拉比亚和北布科维纳以及入侵芬兰。该术语也不包括苏日战争或诺门罕战役。
在俄罗斯和一些后苏联国家，这个词被赋予了重要意义，它被认为代表了第二次世界大战最重要的组成部分。直到2014年，乌兹别克斯坦是独立国家联合体中唯一不承认该术语的国家，并将其称为第二次世界大战。
2015年4月9日，乌克兰议会将国家法律中的“伟大卫国战争（1941-1945）”一词替换为“第二次世界大战（1939-1945）”，作为去共产主义化的一部分。乌克兰根据《关于1939-1945年第二次世界大战中战胜纳粹主义胜利》的法律，将“第二次世界大战战胜纳粹主义胜利日”定为全国性节日。新的节日于5月9日庆祝，并取代了5月9日庆祝的苏俄胜利日。这些法律是乌克兰议会在关于非共产化的一系列法律中通过的。2023年，乌克兰废除了2015年5月9日的“战胜纳粹主义胜利日”假期，并以每年5月8日庆祝的新公共假期"1939至1945年第二次世界大战战胜纳粹主义纪念日"取而代之。

## 背景
德国和苏联都对第一次世界大战的结果不满意。由于《布列斯特-立陶夫斯克条约》的签订，苏俄失去了东欧的大量领土，布尔什维克屈服于德意志帝国的要求，放弃了对波兰、立陶宛、爱沙尼亚、拉脱维亚、芬兰的控制。德国投降后，这些国家依据1919年《凡尔赛和约》成为独立国家时，苏俄正处于内战中，而协约国又不承认布尔什维克，因此没有苏俄代表出席。
希特勒于1939年8月11日向国际联盟专员卡尔·雅各布·布尔克哈特宣布入侵苏联的意图，他说：
我所做的一切都是针对俄罗斯的。如果西方太愚蠢和盲目，无法理解这一点，那么我将被迫与俄罗斯达成协议，击败西方，然后在他们失败后，用我的全部力量来对抗苏联。我需要乌克兰，这样他们就不会像上次战争那样让我们挨饿。
1939年8月23日签署的《莫洛托夫-里宾特洛甫条约》是德国和苏联之间的互不侵犯协议。它包含一项秘密协议，旨在将中欧划分为德国和苏联各自的势力范围，使其恢复到第一次世界大战前的状态。芬兰、爱沙尼亚、拉脱维亚和立陶宛将重新回到苏联的控制下，而波兰和罗马尼亚将被分裂。东线战争也因德苏边界和商业协定而成为可能。在该协定中，苏联给予德国未来在东欧发动战争所需的资源。
1939年9月1日，德国入侵波兰，第二次世界大战爆发。9月17日，苏联入侵波兰，波兰被德国、苏联和立陶宛瓜分。此后不久，苏联要求芬兰做出重大领土让步，在芬兰拒绝苏联的要求后，苏联于1939年11月30日入侵芬兰，这场战争被称为“冬季战争”，并最终于 1940年3月13日签订和平条约。芬兰保持独立，但失去了卡累利阿东部地区。
1940年6月，苏联占领波罗的海国家（爱沙尼亚、拉脱维亚和立陶宛）。《莫洛托夫-里宾特洛甫条约》为苏联占领波罗的海国家以及罗马尼亚的北布科维纳和比萨拉比亚提供了保障。希特勒宣布入侵苏联，并指出苏联吞并波罗的海国家和罗马尼亚领土违反了德国对该条约的理解。苏联将吞并的罗马尼亚领土划分为乌克兰和摩尔达维亚苏维埃社会主义共和国。

## 德国意识形态与苏联的情况

### 德国意识形态
希特勒在他的自传《我的奋斗》（1925）中主张“生存空间”的必要性：为德国在东欧，特别是俄罗斯获取新领土。他设想在那里定居德国人，依据纳粹意识形态，日耳曼人是“优等民族”，应该消灭或驱逐大多数现有居民到西伯利亚，并将其余居民用作奴隶劳工。早在1917年，希特勒就曾将斯拉夫人视为劣等人，认为布尔什维克革命让犹太人掌握了对斯拉夫人的权力，在希特勒看来，斯拉夫人无法统治自己，最终会被犹太人统治。
包括海因里希·希姆莱在内的纳粹领导层将针对苏联的战争视为纳粹主义和犹太布尔什维克主义意识形态之间的斗争，以确保日耳曼超人（超人）的领土扩张——根据纳粹意识形态，他们是雅利安人（“优等种族”）- 以牺牲斯拉夫“非人类”为代价。德意志国防军军官告诉士兵要瞄准那些被描述为“犹太布尔什维克亚人”、“蒙古游牧民族”、“亚洲洪水”和“红色野兽”的人。绝大多数德国士兵以纳粹种族理论来看待这场战争，将苏联敌人视为低等人类。
希特勒以激进的措辞提及这场战争，称其为“歼灭战”，称这既是一场意识形态战争，也是一场种族战争。纳粹对东欧未来的愿景在《东方总计划》中得到了最清晰的阐述。被占领的中欧和苏联的部分人口将被驱逐到西西伯利亚，遭受奴役并最终被消灭；被征服的领土将被德国吞并或被“德国化”定居者殖民。此外，纳粹还试图消灭中欧和东欧的大量犹太人，作为消灭所有欧洲犹太人计划的一部分。
从心理上讲，1941年纳粹德国向东进军标志着一些德国人的“奥斯特劳什”感达到了顶峰：一种对东方殖民思想的陶醉。
1941年德国在基辅战役 (1941年)中取得初步胜利后，希特勒认为苏联军事力量薄弱，可以立即征服。10月3日，他在柏林体育馆发表演讲时宣布，“我们只需踢门，整个腐烂的建筑就会轰然倒塌。”因此，德国预计会出现一场短暂的闪电战，所以没有为长期战争做任何认真的准备。然而，随着苏联在1943年斯大林格勒战役中取得决定性胜利以及由此造成的德国严峻的军事形势，纳粹德国政治宣传开始将这场战争描绘成德国保卫西方文明免遭涌入欧洲的庞大“布尔什维克游牧民族”破坏的战争。

### 苏联的情况

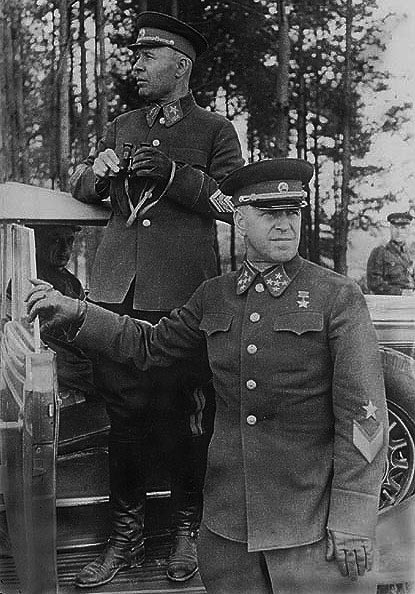
谢苗·铁木辛哥和格奥尔基·朱可夫，1940年

整个20世纪30年代，苏联在约瑟夫·斯大林的领导下经历了大规模的工业化和经济增长。斯大林的中心原则“一国社会主义”表现为1929年以来一系列全国性的集中五年计划。这代表了苏联政策的意识形态转变，背离了对国际共产主义革命的承诺，并最终导致共产国际（第三国际）于1943年解散。苏联从第一个五年计划开始了军事化进程。该计划于1928年正式开始，但直到30年代中期第二个五年计划结束时，军事力量才成为苏联工业化的主要焦点。
1936年2月，西班牙大选让许多共产党领导人进入西班牙第二共和国的人民阵线政府，但几个月后，一场右翼军事政变引发了1936年至1939年的西班牙内战。这场冲突呈现出代理人战争的特征，涉及苏联和来自不同国家的左翼志愿者，站在社会主义和共产主义为主导的西班牙第二共和国一边；而纳粹德国、法西斯意大利、葡萄牙新国家党站在西班牙民族主义者的一边，西班牙民族主义者是弗朗西斯科·佛朗哥将军领导的军事叛乱组织。它为德意志国防军和苏联红军提供了一个军事试验场，以试验他们后来在第二次世界大战中更广泛使用的武器装备和军事战术。
纳粹德国是一个反共主义政权，1936年11月25日与日本帝国签署《反共产国际协定》，正式确立了意识形态立场，意大利一年后加入该条约。苏联与法国和捷克斯洛伐克谈判签订了互助条约，旨在遏制德国的扩张。1938年德国对奥地利的吞并和捷克斯洛伐克的分裂证明了在欧洲建立集体安全体系是不可能的，这是马克西姆·李维诺夫领导下的苏联外交政策。加上英国和法国不愿与苏联签署全面的反德政治和军事联盟，导致苏联和德国于1939年8月23日签订《莫洛托夫-里宾特洛甫条约》。

## 双方军事实力对比

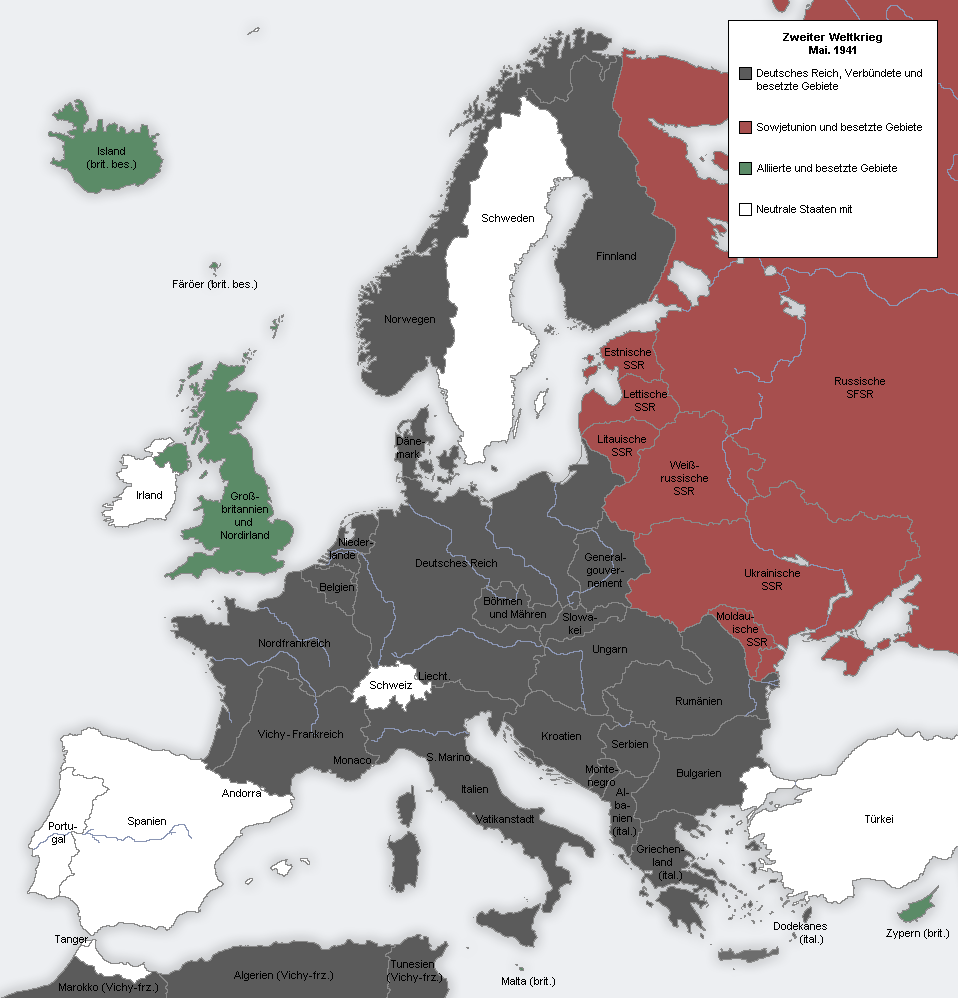
巴巴罗萨行动之前的欧洲局势

战争是在德国及其盟国和芬兰针对苏联及其盟国进行的。战争始于1941年6月22日的巴巴罗萨行动，当时轴心国军队越过《苏德互不侵犯条约》规定的边界入侵苏联。战争于1945年5月9日结束，德国在柏林战役结束后无条件投降。
为德国提供军队和其它资源的国家包括轴心国罗马尼亚、匈牙利、意大利、傀儡国斯洛伐克第一共和国和克罗地亚独立国，与苏联进行过冬季战争的芬兰也加入了战争。德军还得到了乌克兰西部和波罗的海国家反共游击队的协助。最著名的志愿军部队之一是西班牙蓝色师，由西班牙独裁者弗朗西斯科·佛朗哥派遣，以保持其与轴心国的联系。
苏联向中东欧许多被占领国家的反法西斯游击队提供支持，特别是斯洛伐克和波兰。此外，东部的波兰武装部队，特别是波兰第一集团军和第二集团军，都得到了武装和训练，最终与苏联红军并肩作战。自由法国还组建GC3（Groupe de Chasse 3 |第三战斗机大队）部队为红军做出了贡献，以履行自由法国领导人戴高乐的承诺，戴高乐认为军队在各条战线上作战对法国来说很重要。
东线军事实力对比，1941年-1945年：
| 项目               | 德國                                                                            | 苏联                                                            |
| ------------------ | ------------------------------------------------------------------------------- | --------------------------------------------------------------- |
| 总參戰人次         | 850万上下（全國兵役適齡16-40歲人口約1500萬）                                    | 2000万上下（全國兵役適齡16-40歲人口約2100萬）                   |
| 用于苏德战场的兵力 | 305万陆军（戰前水準）                                                           | 268万陆军部署于西部战区（戰前水準）                             |
| 编制               | 190个師（其中德军陆军153个师又3个旅，包括19个装甲师和14个摩托化师；37个盟国师） | 170个师另2个旅                                                  |
| 坦克               | 3,700辆                                                                         | 2.2萬辆，其中新型T-34/76和KV型坦克1475辆、大量旧式坦克          |
| 火炮               | 4.72萬门                                                                        | （50毫米以上）3.75萬门                                          |
| 作战飞机           | 4,980架                                                                         | 1.2萬架（新型飞机1,540架、大量旧式飞机），西部战区部署5,000余架 |
| 作战舰艇           | 192艘                                                                           | 396艘                                                           |

以上数字包括德国陆军所有人员，即现役陆军、武装党卫队、德国空军地面部队、海军海岸炮兵和安全部队。1940年春天，德国动员了5,500,000人。到入侵苏联时，国防军由大约13,800,000名德国陆军士兵、1,680,000 名德国空军、404,000名纳粹德国海军陆战队，150,000名武装党卫军和1,200,000名后备军（包括450,400名现役预备役军人550,000名新兵和204,000名行政人员）。到1941年，国防军总兵力已达7,234,000人。为了实施巴巴罗萨行动，德国动员了3,300,000名德国陆军、150,000名武装党卫军，以及大约250,000名德国空军人员。
到1943年7月，国防军总人数为6,815,000人。其中3,900,000人部署在东欧，180,000人部署在芬兰，315,000人部署在挪威，110,000人部署在丹麦，1,370,000人部署在西欧，330,000人部署在意大利，610,000人部署在巴尔干地区。根据阿尔弗雷德·约德尔的介绍，1944年4月，国防军人员总数达到7,849,000人。其中3,878,000人部署在东欧，311,000人部署在挪威和丹麦，1,873,000人部署在西欧，961,000人部署在意大利，826,000人部署在巴尔干地区。德军总兵力大约15-20%是外国军队（来自盟国或被征服领土）。德军的最大规模是在1943年7月初库尔斯克战役之前：3,403,000名德国军队和650,000名芬兰、匈牙利、罗马尼亚和其他国家的军队。
两年来，当德国征服丹麦、挪威、法国、荷兰和巴尔干地区时，边境保持平静。希特勒一直有意背弃与苏联的互不侵犯条约，最终决定于1941年春入侵。
一些历史学家称，斯大林害怕与德国开战，或者没想到德国会发动两线作战，所以不愿意做任何激怒希特勒的事情。还有人表示，斯大林希望德国与资本主义国家开战。另一种观点认为，斯大林预计战争会在1942年（准备工作都完成）发生，不相信战争会提前到来。
英国历史学家艾伦·S·米尔沃德和M·梅德利科特认为，纳粹德国与德意志帝国不同，只为短期战争（闪电战）做好准备。根据爱德华·埃里克森的说法，尽管德国自身的资源足以在1940年在西线取得胜利，但在德国与苏联的短期经济合作期间获得的大量苏联物资对于德国发起巴巴罗萨行动至关重要。

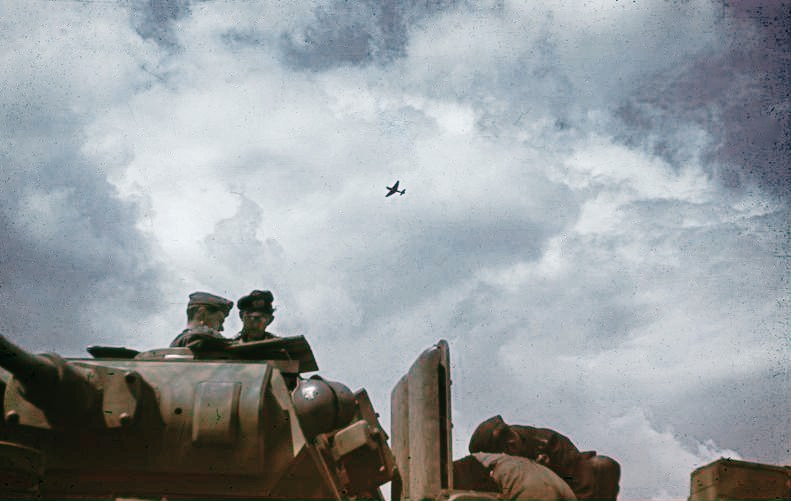
三号坦克中的德国士兵 1942年9月，斯大林格勒以北的卡尔梅克草原

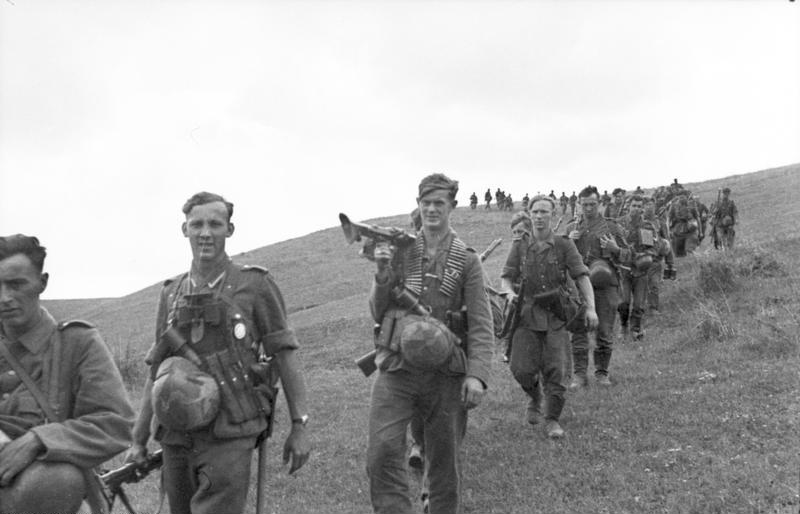
1943年6月，在俄罗斯的德军步兵

德国一直在波兰东部集结大量军队，并多次飞越边境进行侦察；苏联的反应是在西部边境集结军队，虽然苏联公路密度较低，动员速度比德国慢，但与中东铁路冲突或苏日边界冲突一样，西部边境的苏军收到了由谢苗·铁木辛哥元帅和陆军上将格奥尔基·朱可夫签署的指令（按照斯大林的要求）：“不要回应任何挑衅”和“没有具体命令不要采取任何（进攻性）行动”——这意味着苏联军队只能在其领土上开火，并禁止在德国领土上进行反击。因此，德国的入侵让苏联领导层大吃一惊。
斯大林收到的德国入侵的警告是有争议的，并且有关“德国将在不宣战的情况下于6月22日发动进攻”的警告的说法已被斥为“流行的神话”。然而，有关苏联间谍理查德·佐尔格和威利·莱曼的文章中引用的一些消息来源称，他们曾发出关于6月20日或22日袭击的警告，但这些警告被视为“虚假信息”。瑞士的露西间谍团伙也发出了警告，可能源自英国的密码破译。瑞典通过破解西门子和哈尔斯克T52加密机中使用的加密技术获得了德国内部通信，并在6月22日之前就向斯大林通报了即将到来的入侵，但没有透露其来源。
苏联情报部门被德国的虚假信息愚弄，因此在四月、五月和六月初向莫斯科发出了关于德国入侵的虚假警报。苏联情报机构称，德国宁愿在英国战败后或德国入侵英国期间要求占领乌克兰的最后通牒之后入侵苏联。

### 外国支持和政策
美国陆军航空队和英国皇家空军的战略空袭在破坏德国工业和德国空军发挥了重要作用，其中包括一些轰炸，例如对德国东部城市德累斯顿轰炸，这样做也是为了帮助苏联作战。除了德国之外，美国和英国还向德国盟友罗马尼亚和匈牙利投掷了数十万吨炸弹，主要目的是削弱罗马尼亚的石油生产。
英国和英联邦还通过组建二战北极船团、训练红色空军飞行员以及提供物资和情报支持，为东线战斗做出了直接贡献。
盟军向苏联运送的货物：
| 年份 | 数量（吨)  | %    |
| ---- | ---------- | ---- |
| 1941 | 360,778    | 2.1  |
| 1942 | 2,453,097  | 14   |
| 1943 | 4,794,545  | 27.4 |
| 1944 | 6,217,622  | 35.5 |
| 1945 | 3,673,819  | 21   |
| 总和 | 17,499,861 | 100  |

苏联
除其他商品外，租借法案还提供了：
- 苏联58%的高辛烷值航空燃油
- 33%的机动车辆
- 苏联国内生产的消耗弹药（炮弹、地雷、各种炸药）占苏联国内产量的 53%
- 30%的战斗机和轰炸机
- 93%的铁路设备（机车、货车、宽轨铁轨等）
- 50–80% 的轧钢、电缆、铅和铝
- 43%的车库设施（建筑材料和蓝图）
- 12%的坦克和自行火炮
- 50%的TNT（1942-1944年）和33%的装弹发射药（1944年）
- 占所有炸药的16%（从1941年到1945年，苏联生产了505,000吨炸药，并从租借法案进口了105,000吨炸药。）

对苏联的军事硬件、零部件和货物的租借援助占援助的20%。其余为食品、有色金属（例如铜、镁、镍、锌、铅、锡、铝）、化学物质、石油（高辛烷值航空汽油）和工厂机械。生产线设备和机械的援助至关重要，有助于在整个战争期间维持苏联武器生产水平。此外，苏联还获得了包括青霉素、雷达、火箭、精确轰炸技术、远程导航系统Loran以及许多其他创新技术。
在运输的80万吨有色金属中，35万吨是铝。铝的运输量不仅是德国拥有的金属量的两倍，而且构成了大部分用于制造苏联飞机但供应严重短缺的铝原料。据苏联统计数据显示，如果没有这些铝的运输，飞机产量将不到总产量的一半。
斯大林在1944年指出，苏联三分之二的重工业是在美国帮助下建立的，其余三分之一是在英国和加拿大等其他西方国家的帮助下建立的。从沦陷领土大规模转移设备和技术人员有助于进一步增强经济。如果没有租借法案的援助，苏联遭受入侵后被不断削弱的经济基础将无法生产足够的武器，以及机床、食品和消费品。
在战争的最后一年，租借法案的数据显示，大约有510万吨食品从美国运往苏联。据估计，运往苏联的所有粮食可以在整个战争期间每天为12,000,000員军队提供半磅浓缩食品。
第二次世界大战期间提供的租借援助总额估计在42至500亿美元之间。苏联收到的战争物资、军事装备和其他物资价值达125亿美元，约占当时美国向其他盟国提供租借援助总价值的四分之一。然而，解决债务问题的战后谈判从未结束，债务问题在未来仍然存在。
阿尔伯特·L·威克斯教授总结道：“为期四年的租借法案对苏联在东线取得胜利的重要性，目前还没有定论。”

#### 纳粹德国

1942年，欧洲正处于德国军事扩张的鼎盛时期

德国的经济、科学和工业能力是当时世界上最先进的。然而，可用于实现长期目标（例如控制欧洲、领土扩张和消灭苏联）的资源和生产力是有限的。政治需求使德国有必要扩大对其征服领土的自然和人力资源、工业和农业的控制。
战争期间，随着德国获得新领土（直接吞并或在战败国建立傀儡政府），它们被迫以极低的价格向德国出售原材料和农产品。总体而言，法国对德国战争的贡献最大。1941年，三分之二的法国火车被用来向德国运送货物。1943年-1944年，法国向德国支付的款项可能达到法国GDP的55%。挪威在1940年损失了20%的国民收入，在1943年损失了40%。罗马尼亚、意大利、匈牙利、芬兰、克罗地亚和保加利亚等轴心国盟国从德国的净进口中受益。总体而言，德国20%的食品和33%的原材料来自其征服的领土和盟友。
1940年5月27日，德国与罗马尼亚签署《石油条约》，德国将用武器换取石油。罗马尼亚的石油年产量约为600万吨，占轴心国燃料总产量（包括合成产品和替代品）的35%以及原油总产量的70%。1941年，德国的石油储量只有和平时期的18%。1941年至1943年，罗马尼亚向德国及盟国供应了大约1,300万桶石油。1944年德国石油产量峰值约为每年1,200万桶石油。
罗尔夫·卡尔博姆估计，1933-1943年间，瑞典铁的消费量占德国铁消费总量比例可能达到43%。在纳粹德国时期，“德国每十把枪中就有四把是由瑞典矿石制成的原材料”。

### 强迫劳动
第二次世界大战期间，德国及其占领区强迫劳动的规模前所未有，这是德国对被征服领土经济开发的重要组成部分。它也促进了欧洲人口的大规模灭绝。德国从近20个欧洲国家绑架了大约1200万人，大约三分之二来自中欧和东欧。如果算上死亡人数和人员流动率，战争期间曾一度有约1500万人成为奴隶劳工。例如，曾有150万法国士兵被关押在德国战俘营中作为奴隶劳工。1943年，60万法国平民被迫在德国军工厂工作。
1945年德国投降后释放了大约1100万外国人（被归类为“流离失所者”），其中大多数是强迫劳工和战俘。除了苏联战俘，德国还把650万平民带入本国，在工厂里从事非自由劳动。总共有520万外国工人和战俘被遣返回苏联，160万被遣返回波兰，150万被遣返回法国，90万被遣返回意大利，南斯拉夫、捷克斯洛伐克、荷兰、匈牙利和比利时各有30万至40万。

## 战争进程

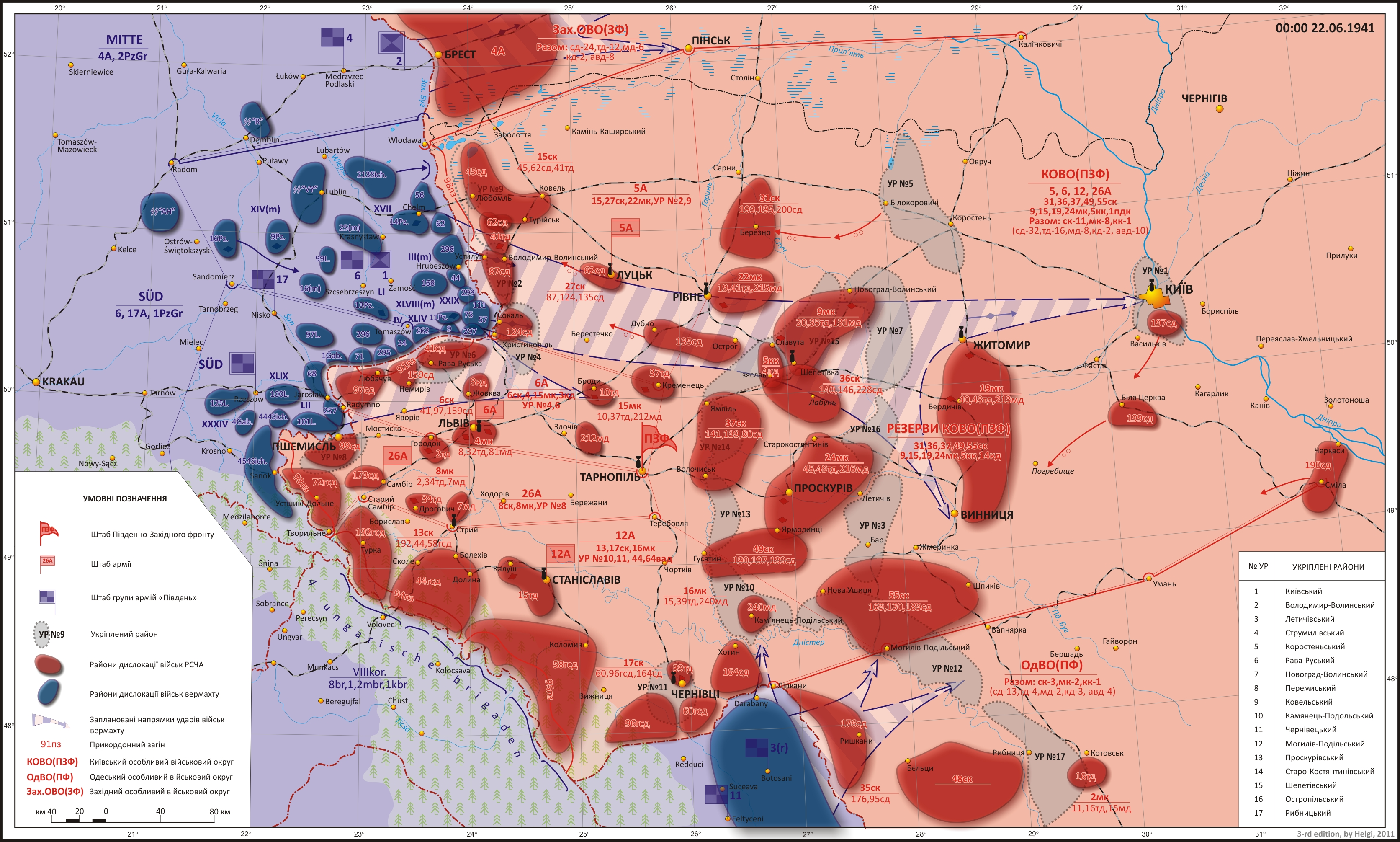
1941年6 月22日的西南战线地图（乌克兰）

虽然德国历史学家没有对东线的行动进行任何具体的分期，但所有苏联和俄罗斯历史学家都将针对德国及其盟国的战争分为三个时期，并进一步细分为战区的八个主要战役：
- 第一阶段：（1941年6月22日 – 1942年11月18日）
  - 1941年夏秋战役（1941年6月22日 – 12月4日）
  - 1941-42年冬季战役（1941年12月5日 – 1942年4月30日）
  - 1942年夏秋战役（1942年5月1日 – 11月18日）

- 第二阶段：（1942年11月19日 – 1943年12月31日）
  - 1942-43年冬季战役（1942年11月19日 – 1943年3月3日）
  - 1943年夏秋战役（1943年7月1日 – 12月31日）

- 第三阶段：（1944年1月1日 – 1945年5月9日）
  - 冬春战役（1944年1月1日 – 5月31日）
  - 1944年夏秋战役（1944年6月1日 – 12月31日）
  - 1945年欧洲战役（1945年1月1日 – 5月8日）

### 巴巴罗萨行动：1941年夏

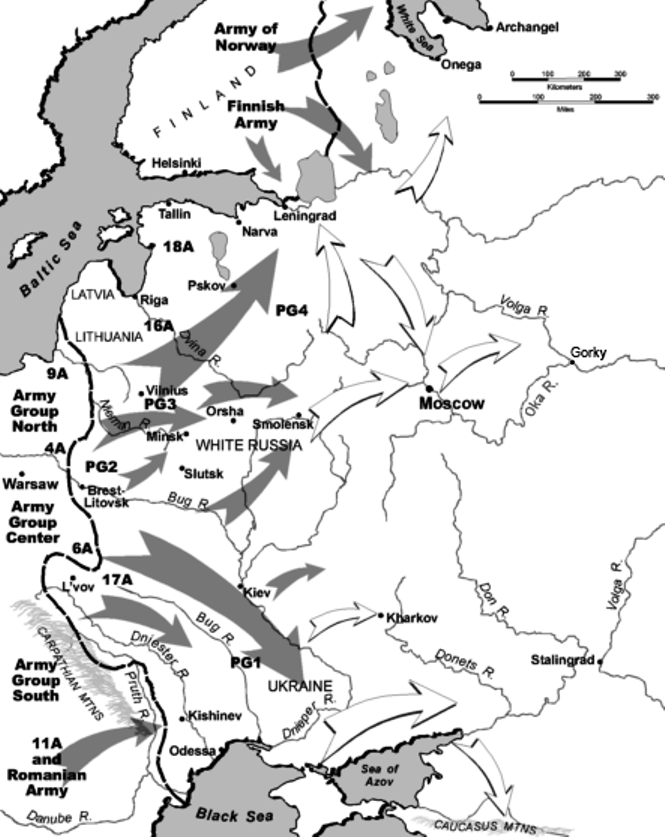
巴巴罗萨计划规定的德国进攻路线

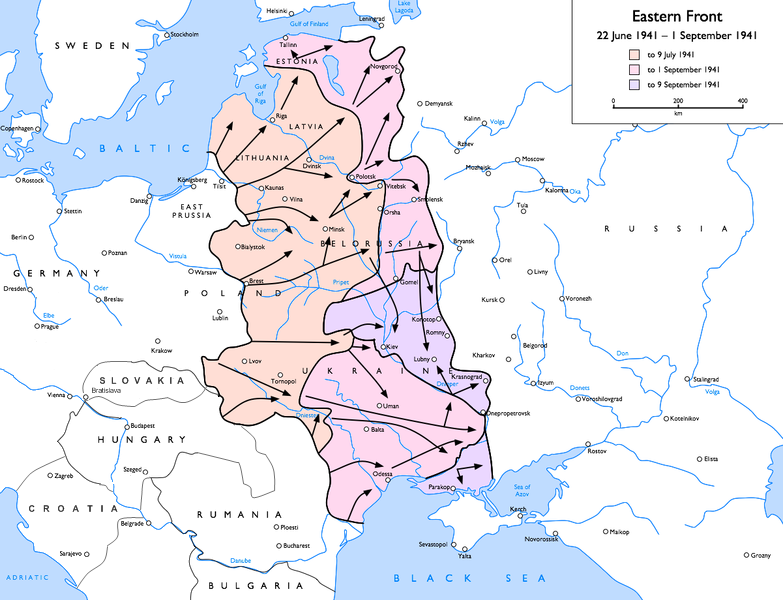
1941年6到9月德国对苏联的侵略路线

巴巴罗萨行动于1941年6月22日黎明前开始。德军切断了所有苏联西部军区的有线电网络，以破坏红军通讯。苏军前线部队到指挥部的恐慌通讯是这样的：“我们遭到射击。我们该怎么办？”答案同样令人困惑：“你一定是疯了！而且为什么你的信号未经加密编码？”
6月22日凌晨3点15分，德军190个师中的99个师（包括14个装甲师和10个摩托化师）被部署从波罗的海到黑海入侵苏联。同时还有十个罗马尼亚师、三个意大利师、两个斯洛伐克师以及九个罗马尼亚旅和四个匈牙利旅。同一天，苏联波罗的海军区、西部军区和基辅特别军区被分别更名为西北方面军、西部方面军和西南方面军。
大約柏林時間凌晨4點，德國外交部長約阿希姆·馮·裡賓特洛甫向蘇聯駐德國大使弗拉基米爾·杰卡諾佐夫在德國首都柏林遞交了宣戰書。幾個小時之後，德國駐蘇聯大使弗里德里希·維爾納·馮德舒倫堡伯爵在莫斯科向蘇聯外交部長維亞切斯拉夫·莫洛托夫也遞交了照會，正式宣告了戰爭的開始。

为了建立制空权，德国空军开始攻击苏联机场，在飞行员离开地面之前就摧毁了大部分前沿部署的苏联空军机场机队，大部分机队都是过时的。在一个月的时间里，德军的三线攻势势不可挡，装甲部队将数十万苏军包围在一个巨大的包围圈中，然后在装甲部队继续进攻的同时，这些部队被移动缓慢的步兵部队所削弱。德国空军还在进攻线后方空投了数百名会讲俄语的伞兵，以便带回苏军预备队的部署信息。
德国北方集团军群的目标是经波罗的海国家到达列宁格勒。该编队由第16集团军、第18集团军以及第4装甲集团军组成，穿过波罗的海国家以及俄罗斯普斯科夫和诺夫哥罗德地区。当地抵抗组织在德军到来之前就控制了立陶宛大部分地区、以及拉脱维亚北部和爱沙尼亚南部。
中央集团军群的两个装甲集群向布列斯特-立沃夫斯克北部和南部推进，并在明斯克东部会合，随后是第2、第4和第9集团军。联合装甲部队仅用六天时间就到达了距攻击发起线650公里的别列津纳河。他们的下一个目标是穿越第聂伯河，该目标于7月11日完成，之后的目标是斯摩棱斯克，城市于7月16日陷落，但苏军在斯摩棱斯克地区的激烈抵抗以及南北集团军群推进速度减慢，迫使希特勒停止对莫斯科的集中进攻，并转移第3装甲集群的兵力。至关重要的是，古德里安的第二装甲群奉命向南移动，与正在挺进乌克兰的南方集团军群进行大规模夹击。中央集团军群的步兵师在相对缺乏装甲支援的情况下继续向莫斯科缓慢推进。

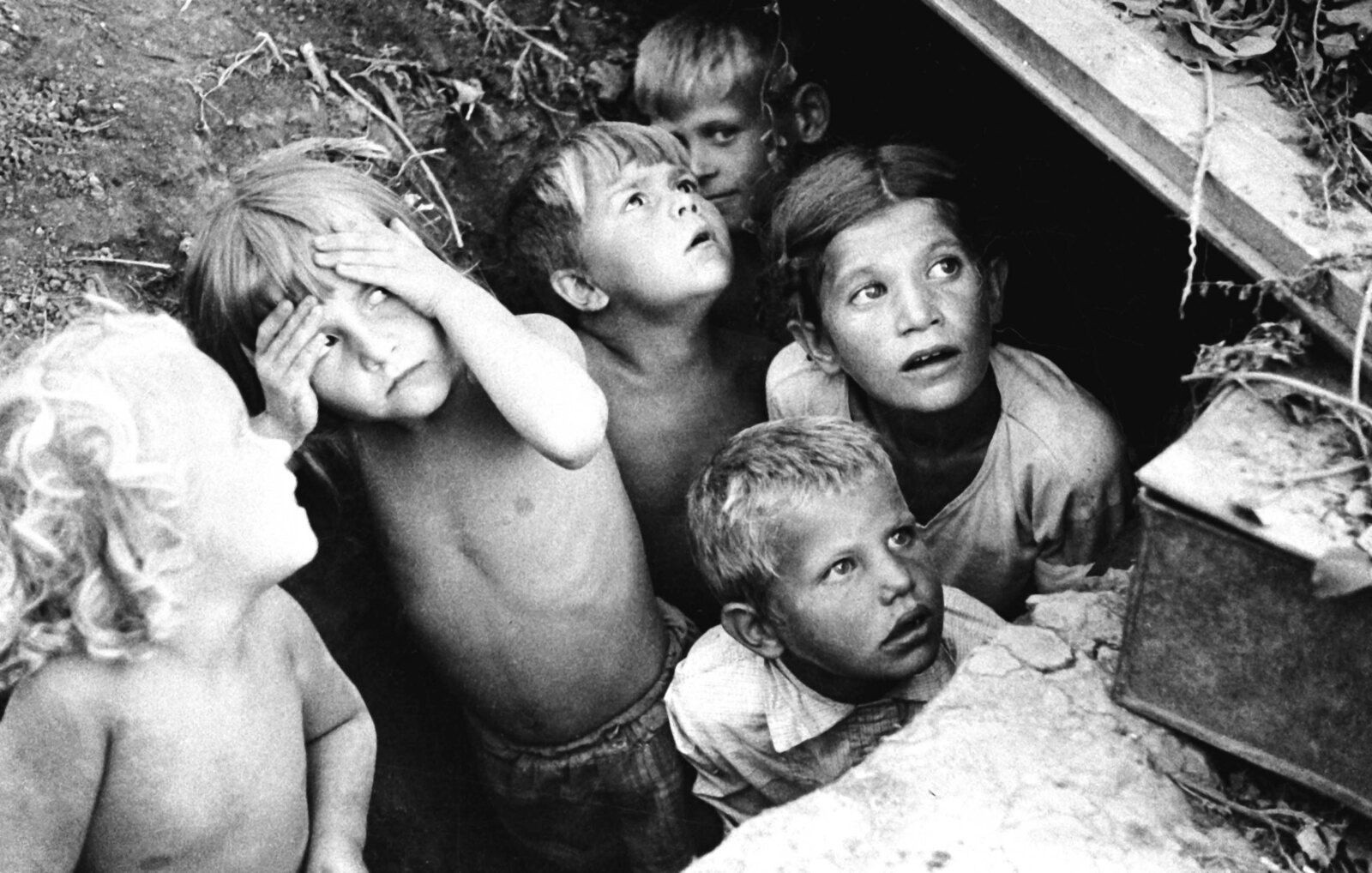
战争初期，德国空袭中的苏联儿童，1941年6月，俄新社档案

这一决定引发了严重的领导危机。德国战地指挥官主张立即向莫斯科发起进攻，但希特勒否决了他们，理由是乌克兰农业、采矿和工业资源的重要性，以及苏联在中央集团军群南翼和陆军集团军群之间的戈梅利地区集结的储备力量。希特勒的这一决定称为“夏季停顿”，被认为对莫斯科战役的结果产生了严重影响，因为它减缓了向莫斯科的推进，有利于将大量苏联军队包围在基辅周围。
南方集团军群与第1装甲群、第6、第11和第17集团军的任务是穿过加利西亚进入乌克兰。然而他们的进展相当缓慢，并且在布罗迪战役中伤亡惨重。7月初，罗马尼亚第3和第4集团军在德国第11集团军的协助下，穿过比萨拉比亚向敖德萨进军。第1装甲集群暂时离开基辅，挺进第聂伯河湾（第聂伯罗彼得罗夫斯克州西部）。当它与南方集团军群的南部部队在乌曼会师时，该集团军在巨大的包围圈中俘获了大约10万名苏军。9月16日，南方集团军群的先进装甲师在洛赫维察附近与古德里安的第2装甲群会师，切断了基辅东部包围圈内的大量红军部队。9月19日对基辅的包围结束时，40万苏联战俘被俘。
9月26日，基辅以东的苏军投降，基辅战役结束。
随着红军撤退到第聂伯河和德维纳河，苏联最高统帅部将注意力转向尽可能撤离西部地区的工业。工厂被拆除并用平板车运离前线，以便在乌拉尔山脉、高加索、中亚和西伯利亚东南部的更偏远地区重建。大多数平民只能自行向东迁移，只有与工业相关的工人带着设备撤离，大部分人口都落入沦陷区。
斯大林命令撤退的红军启动焦土政策，以阻止德国和盟友向东推进时的基本补给。为了执行这一命令，苏联在前线地区组建了毁灭营，有权立即处决任何可疑人员并烧毁了村庄、学校和公共建筑。作为政策的一部分，内务人民委员会屠杀了数千名反苏联囚犯。

### 列宁格勒、莫斯科和罗斯托夫：1941年秋

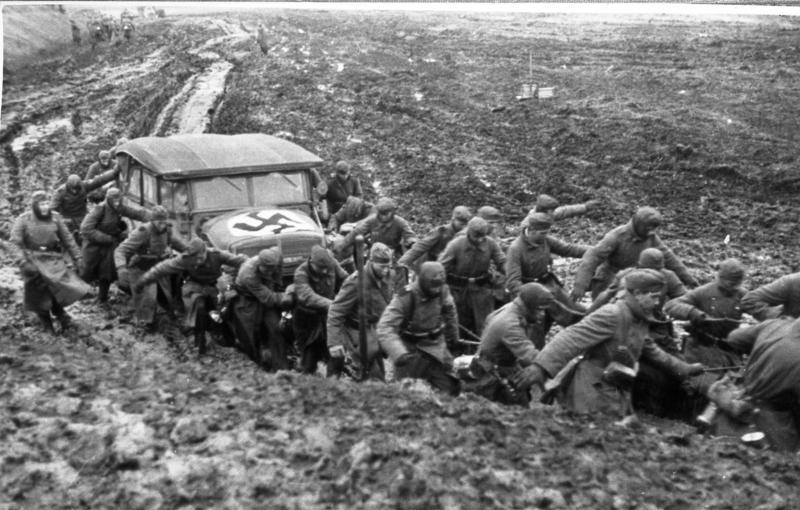
正尝试将汽车从泥泞道路中拖出的德意志國防軍士兵，摄于1941年11月

随后德军决定继续向莫斯科进军，并为此将装甲集群重新改组为装甲集团军。9月30日发起“台风行动”，第2装甲集团军沿着道路从奥廖尔（10月5日占领）冲向普拉夫斯克的奥卡河，而第4装甲集团军（从北方集团军转移到中央集团军）和第3装甲集团军将苏军包围在维亚济马和布良斯克的两个巨大包围圈中。北方集团军群部署在列宁格勒前方，并试图切断东部的铁路线。列宁格勒长达900天的围困由此开始。在北极圈，一支德国和芬兰联军向摩尔曼斯克出发，但无法到达萨帕德纳亚西利察河，联军在那里停了下来。
南方集团军群从第聂伯河向亚速海沿岸推进，并穿过哈尔科夫、库尔斯克和斯大林诺。德国和罗马尼亚联军开进克里米亚半岛，并在秋季控制了整个半岛（除了塞瓦斯托波尔，该地一直坚守到1942年7月3日）。11月21日，国防军占领了通往高加索的门户罗斯托夫。然而由于德军防线过于拉长，苏军从北部对第1装甲集团军的先头部队发起反攻，迫使他们撤出城市并撤至米乌斯河后方，这是德国第一次重大撤军。
随着冬季的到来，德军于11月15日发起了最后一次突袭，试图包围莫斯科。11月27日，第4装甲集团军到达莫斯科线希姆基的最后一个电车站，距离克里姆林宫30公里。与此同时，第2装甲集团军未能占领图拉，这是最后一座阻碍其前往莫斯科的苏联城市。德国陆军总参谋长弗朗茨·哈尔德将军与三个集团军的负责人在奥尔沙举行会议后，决定向莫斯科推进。
然而，到了12月6日，德军仍然无法占领莫斯科，进攻被迫暂停。因此，苏军沙波什尼科夫元帅开始了反击，使用了新动员的预备队，以及在得知日本将保持中立的情报后从远东调来的一些训练有素的远东师。

### 苏联反攻：1941年冬

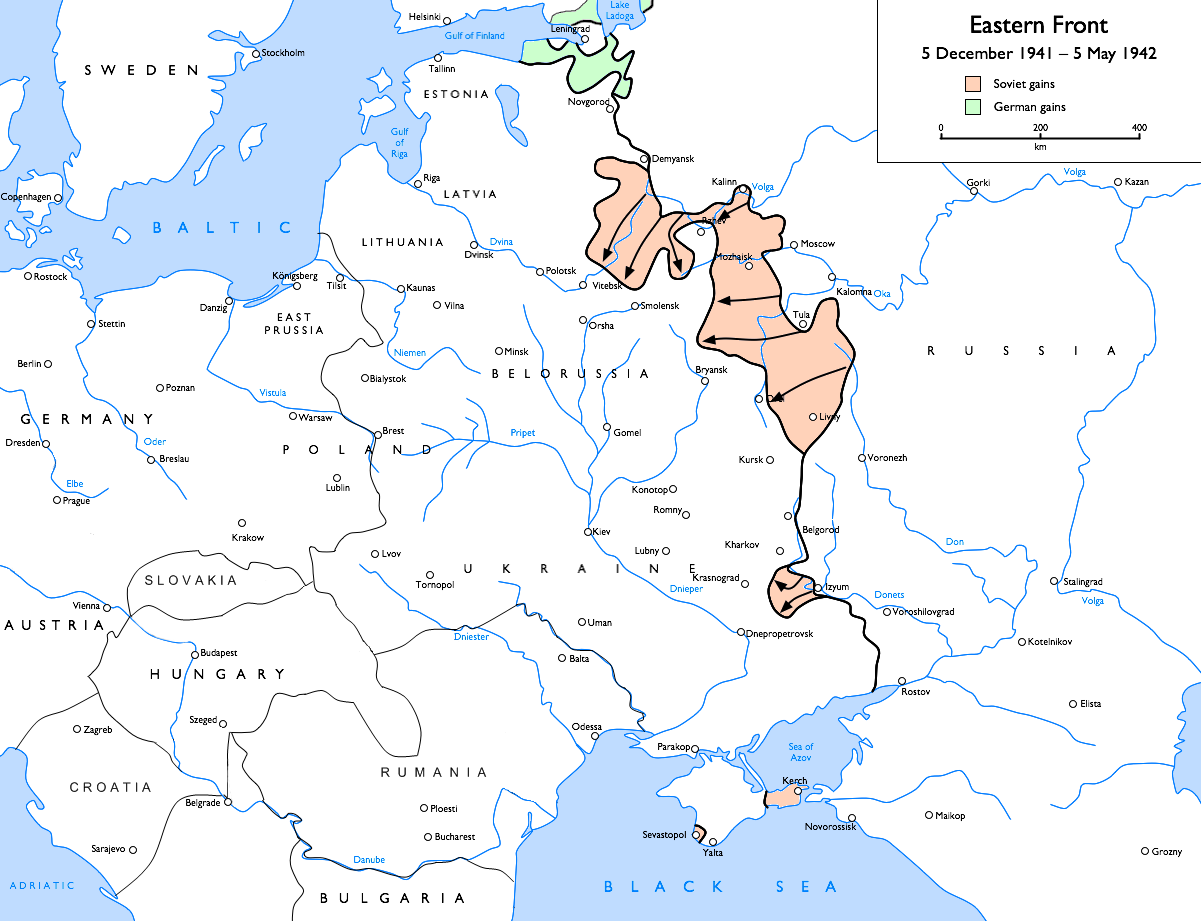
苏联冬季反攻，1941年12月5日至1942年5月7日：
苏联的收获(橙色)
德国的收获（绿色）

莫斯科战役期间苏联的反攻消除了德军对莫斯科的直接威胁。根据朱可夫的说法，“12月的反攻在中央战略方向上取得了巨大的成功。在遭受重大失败后，中央集团军群的德军正在撤退。” 1942年1月，斯大林的目标是“不给德国任何喘息的机会，毫不松懈地驱赶他们西进，让他们在春天到来之前耗尽储备……”
苏军主要打击由西北方面军、加里宁方面军和西部方面军精心策划的双重包围。朱可夫表示，总体目标是“随后围歼勒热夫、维亚济马和斯摩棱斯克地区的敌军主力。列宁格勒方面军、沃尔霍夫方面军和西北方面军的右翼部队将击溃北集团军群”，西南方面军和南部方面军将击败南方集团军群。高加索方面军和黑海舰队将夺回克里米亚。
1942年1月10日，隶属于苏联第1突击集团军的第20集团军、第22坦克旅和5个滑雪营发起进攻。到1月17日，苏联占领了洛托西诺和沙霍夫斯卡亚。到1月20日，第5集团军和第33集团军占领了鲁扎、多罗霍沃、莫扎伊斯克和韦雷亚，而第43集团军和第49集团军则占领了多马诺沃。
德军开始集结，在勒热夫保留了一个突出部。1月18日至22日，苏联第201空降旅和第250空降团的两个营进行了一次空降，目的是“切断敌军与后方的通讯”。中将米哈伊尔·叶夫列莫夫的第33集团军在别洛夫将军的第1骑兵军和苏联游击队的协助下试图夺取维亚济马。1月底，第8空降旅的额外伞兵加入了这支部队。然而2月初，德军成功切断了这支部队，将苏军与德军后方的主力分开。德军一直通过空运补给，直到四月才重新占领苏联主线。然而，只有别洛夫骑兵军的一部分逃到了安全地带，而叶夫列莫夫的士兵则打了一场“失败的战斗”。
1942年4月，苏联最高统帅部同意采取防御，以“巩固占领地”。朱可夫说：“在冬季攻势中，西线的兵力已从70公里推进到100公里，这在一定程度上改善了西线的整体作战和战略形势。”
在北方，苏联红军包围了杰米扬斯克的德军，该驻军在空中补给下坚持了四个月，并在霍尔姆、韦利日和大卢基前面建立了阵地。再往北，苏联第二突击集团军在沃尔霍夫河上行动。最初取得了一些进展，但它没有得到支援。到了六月，德军的反击切断并摧毁了苏军。苏军指挥官安德烈·弗拉索夫中将后来叛逃到德国并组建了俄罗斯解放军。在南部，红军在伊久姆冲过顿涅茨河，并深入了100公里的突出部。其目的是让南方集团军群紧邻亚速海，但随着冬季进攻的停止，德军在第二次哈尔科夫战役中发起反击，切断了过度进攻的苏军。

### 顿河、伏尔加河和高加索：1942年夏

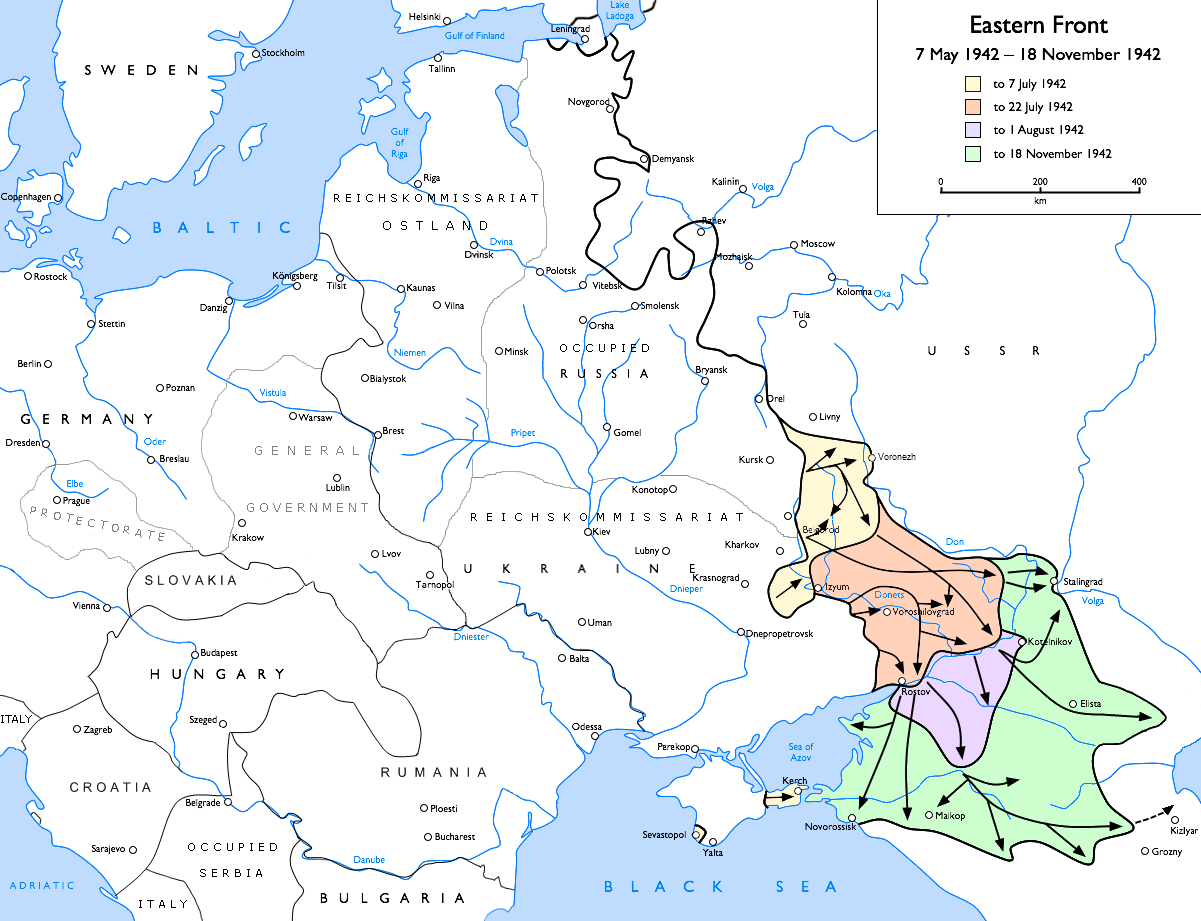
蓝色行动：德军从1942年5月7日到1942年11月18日期间的推进

虽然德军计划再次进攻莫斯科，但1942年6月28日，攻势重新在不同方向展开。南方集团军群占据主动，通过沃罗涅日战役巩固了战线，然后沿着顿河向东南方向前进。宏伟的计划是首先占领顿河和伏尔加河，然后占领高加索地区的油田，但出于作战考虑和希特勒的虚荣心，他下令同时实现这两个目标。7月24日，第1装甲集团军加入后，罗斯托夫被重新夺回，随后该集团军向南驶向迈科普。作为其中的一部分，沙米尔行动被执行，该计划由一群勃兰登堡部队装扮成苏联内务人民委员部，破坏迈科普的防御稳定，让第1装甲集团军在几乎没有抵抗的情况下进入石油城镇。
与此同时，德国第6集团军正在向斯大林格勒前进，但在很长一段时间内没有得到第4装甲集团军的支援，该集团军已转向帮助第1装甲集团军渡过顿河。当第4装甲集团军重新加入斯大林格勒进攻时，苏军的防御已经加强。8月23日，德军跨越顿河到达伏尔加河，但在接下来的三个月里，德军在斯大林格勒战役中进行逐街逐屋的巷战。
第1装甲集团军已到达高加索山脉和马尔卡河。8月底，罗马尼亚山地部队加入了高加索先头部队的行列，而罗马尼亚第3和第4集团军则从完成清理亚速任务到重新部署集结。他们在斯大林格勒两侧占据阵地，以缓解德军进行主攻。考虑到轴心国盟友罗马尼亚和匈牙利之间在特兰西瓦尼亚问题上的对抗，顿河湾的罗马尼亚军队被意大利第8集团军与匈牙利第2集团军分开。因此，希特勒的所有盟友都参与其中，包括第1装甲军的斯洛伐克特遣队和第6集团军的克罗地亚军团。
向高加索地区进攻的德军陷入了困境，德军无法攻克马尔戈别克并夺取格罗兹尼。相反，他们改变了前进方向，从南部接近，于10月底越过马尔卡河，进入北奥塞梯，并于11月2日进入奥尔忠尼启则郊区。

### 斯大林格勒：1942年冬

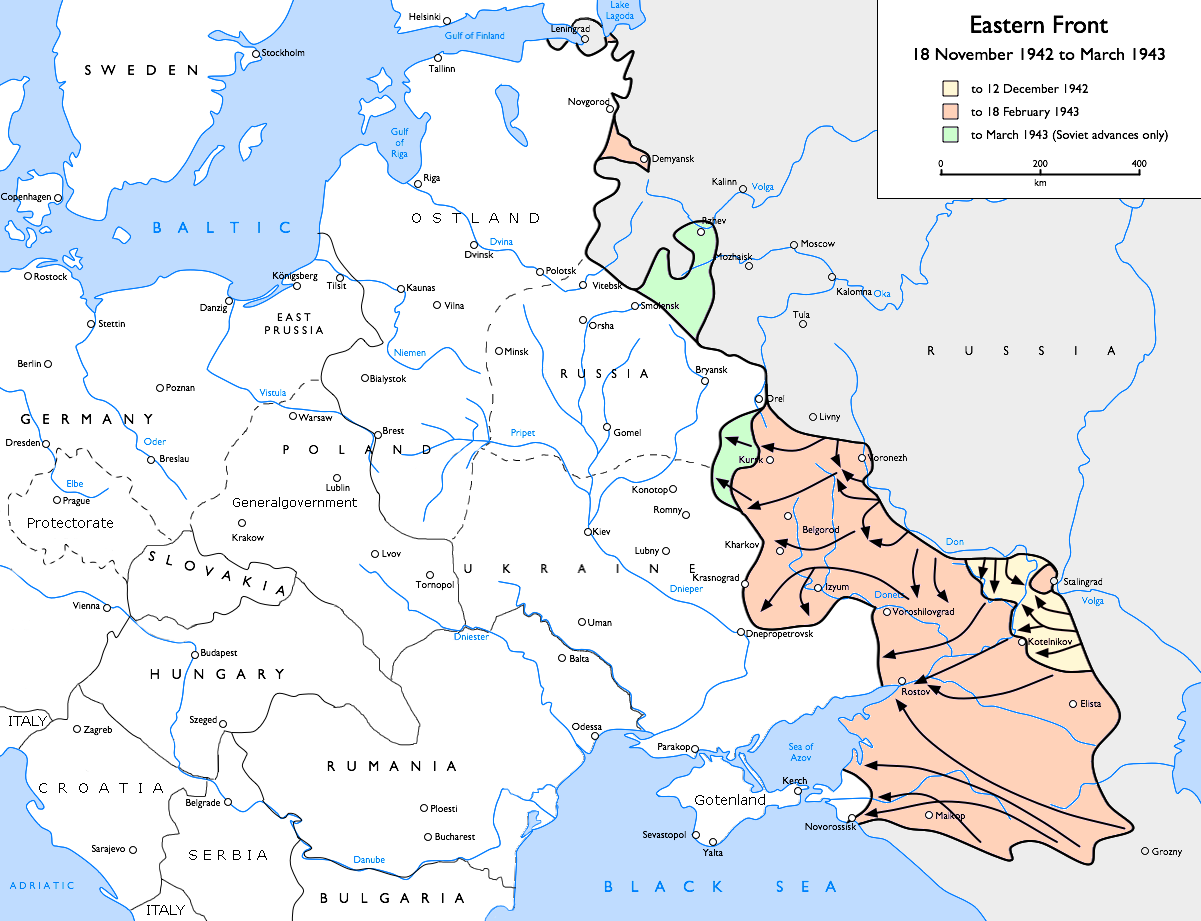
1942年11月18日至1943年3月，苏联在东线的推进

当德国第6集团军和第4装甲集团军进入斯大林格勒时，苏军已集结在城市两侧，特别是顿河桥头堡，他们于1942年11月发起进攻。天王星行动于11月19日开始。苏军的两线进攻突破了罗马尼亚军队的防线，并于11月23日在卡拉奇会合，将30万轴心国军队困在其身后。同时对勒热夫地区发动的进攻（称为“火星行动”），按计划应推进到斯摩棱斯克，但由于德国的战术防御阻止了突破，苏军在付出高昂代价后失败了。
德军急忙调派兵力，孤注一掷地试图救援斯大林格勒被包围的军队，但攻势直到12月12日才开始，此时受困于斯大林格勒的第6集团军已饥肠辘辘、虚弱不堪，无力突围。冬季风暴行动带着三个支援的装甲师，从科捷尔尼科沃迅速向阿克赛河进发，但在距离目标65公里时陷入困境。为了转移德军救援行动的注意力，苏联红军决定击败意大利军队，并在可能的情况下终止救援行动。行动于12月16日开始。它所做的只是摧毁了许多向斯大林格勒运送救援物资的飞机。苏联进攻的范围相当有限，尽管最终仍以罗斯托夫为目标，但也让德军有时间反应过来，将A集团军群撤出高加索地区，并返回顿河。
1943年1月31日，30万第6集团军的9万名幸存者投降，匈牙利第2集团军也被歼灭。红军从顿河向斯大林格勒以西推进500公里，途经库尔斯克（1943年2月8日收复）和哈尔科夫（1943年2月16日收复）。为了挽救南部阵地，德军决定在二月份放弃勒热夫突出部，从而腾出足够的部队在乌克兰东部成功还击。曼施坦因的反攻在经过专门训练、配备虎式坦克的党卫军装甲军支持下，于1943年2月20日展开，并于3月春季解冻期间从波尔塔瓦杀回哈尔科夫。这在以库尔斯克为中心的前线留下了明显的苏联突出部。

### 库尔斯克：1943年夏

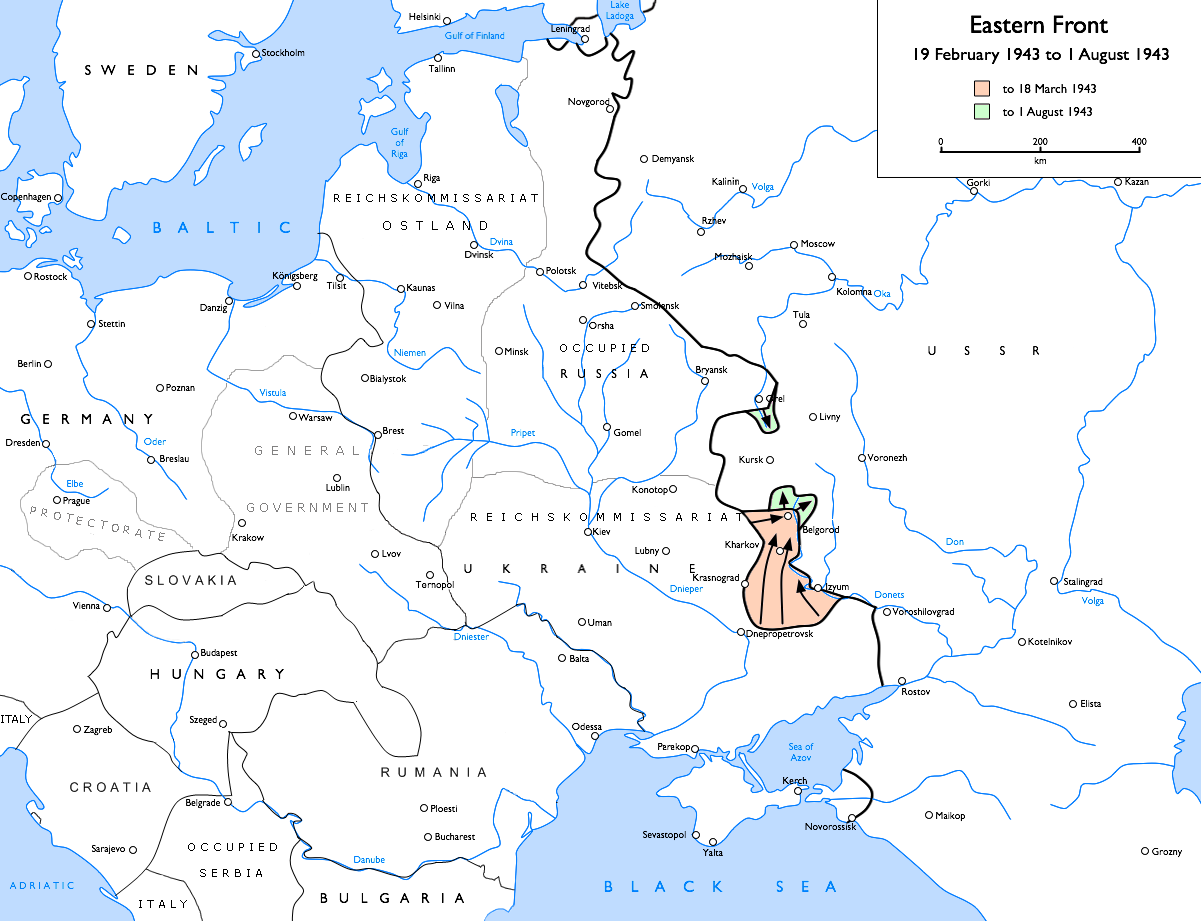
1943年2月19日至8月1日，德军在哈尔科夫和库尔斯克的进攻

攻占斯大林格勒的尝试失败后，希特勒在即将到来的季节规划将权力委托给德国陆军最高统帅部，并恢复海因茨·古德里安的重要职务，担任装甲部队督察。总参谋部的争论两极分化，甚至连希特勒也对任何掐断库尔斯克突出部的企图感到紧张。他知道，在接下来的六个月里，苏军在库尔斯克的阵地得到了大力加强，包括反坦克炮、坦克陷阱、地雷、铁丝网、战壕、碉堡、大炮和迫击炮。
然而，如果能够发起最后一场大规模的闪电战攻势，那么德军注意力就会转向盟军对西线的威胁。四月份的和平谈判毫无进展。德军进攻将从库尔斯克以北的奥廖尔突出部和以南的别尔哥罗德进行。两个侧翼将在库尔斯克以东地区会合，从而将南方集团军群的防线恢复到1941年至1942年冬季位置。
在北部，整个德军第9集团军已从热列夫突出部重新部署到奥廖尔突出部，并从小阿尔汉格尔斯克向库尔斯克推进。但部队甚至无法突破位于奥尔霍瓦特卡的第一个目标，仅推进了8公里。令人沮丧的是，第9集团军的先头部队在对抗苏军雷区时被削弱了，因为那里的高地是他们与平坦坦克国家之间一直到库尔斯克的唯一天然屏障。随后前进方向转向奥尔霍瓦特卡以西的波内里，但第9集团军也无法突破这里，转入防御。红军随后发起反攻，即库图佐夫行动。
7月12日，红军在日兹德拉河上穿过第211师和第293师之间的分界线，向卡拉切夫驶去，就在他们身后和奥廖尔后面。由赫尔曼·霍特大將率领的第4装甲集团军带头的南部攻势以及三个坦克军取得了更大进展。党卫军第二装甲军和大德意志装甲掷弹兵师沿着顿涅茨上游的一条狭窄走廊向两侧前进，穿过雷区，越过相对较高的地势，向奥博扬进发。顽强的抵抗导致前线从东转向西，但坦克前进了25公里，才在普罗霍罗夫卡外遇到了苏联近卫坦克第5集团军的预备队。战斗于7月12日打响，约有1000辆坦克投入战斗。

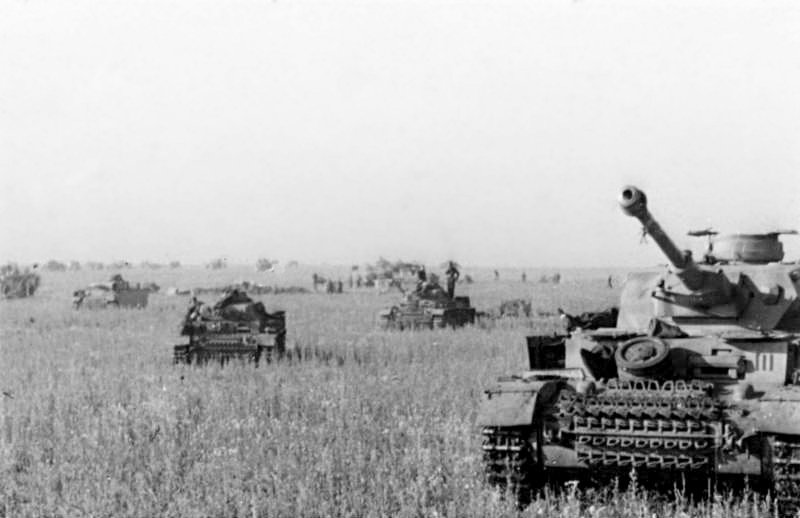
普洛霍罗夫卡战役是有史以来规模最大的坦克战之一，也是库尔斯克战役的一部分

战后，苏联历史学家将普洛霍罗夫卡战役称为为有史以来规模最大的坦克战，它是苏联防御的一次成功，但也为此付出了惨重的代价。苏联第5近卫坦克集团军拥有大约800辆轻型和中型坦克，攻击了党卫军第2装甲军。双方的坦克损失一直是争议的根源。虽然近卫坦克第5集团军没有实现其目标，但德军的进攻还是被阻止了。
双方最终陷入僵局，即使德军在北部失败，曼施坦因还是建议率领第4装甲集团军继续进攻。红军在奥廖尔突出部北部展开强力进攻作战，并在德第9集团军侧翼取得突破。对7月10日盟军在西西里岛登陆感到担忧，希特勒决定停止进攻，而德国第9集团军已经在北部迅速失守。德军对苏联的最后战略攻势以防御苏联的大规模反攻而告终，苏联的反攻持续到1943年8月。
库尔斯克战役是德军的最后一次大规模攻势，此后德军的进攻威力已经大大降低。

### 1943年–1944年秋冬

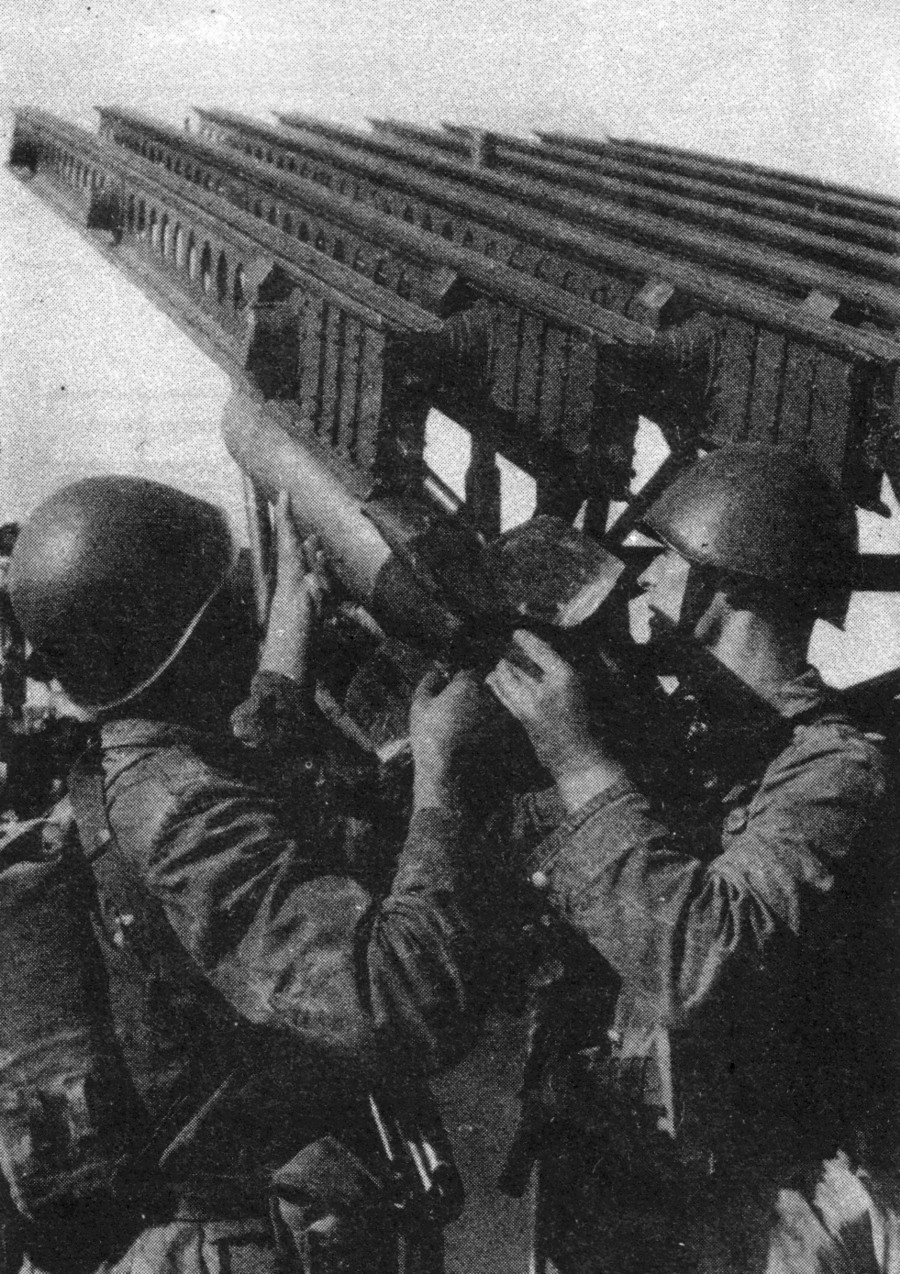
正在装填“喀秋莎火箭炮”的苏军士兵

苏联的多次夏季攻势最初从奥廖尔突出部开始。装备精良的大德意志师从别尔哥罗德转移到卡拉切夫也无法阻止苏军进攻，德军开始从奥廖尔撤军（1943年8月5日被红军收复），退回到布良斯克面前的哈根防线。在南部，红军突破南方集团军群的别尔哥罗德阵地，再次向哈尔科夫进发。虽然在7月下旬至8月的激烈战斗中，虎式坦克削弱了苏联坦克的攻击，但随着苏联军队沿着普塞尔河推进，德军很快就在西边另一条战线上遭到包围，哈尔科夫在8月22日被德军放弃。
米乌斯河上的德军之后由第1装甲集团军和重组后的第6集团军组成，由于实力太弱，已无法击退苏军进攻，当红军袭击他们时，德军一路撤退至顿巴斯工业区到第聂伯河，失去了德国入侵苏联控制的一半农田。此时，希特勒同意全面撤退到第聂伯河防线，沿着第聂伯河防线修建防御工事。
德军面临的主要问题是防御工事尚未建成。9月，当南方集团军群撤离乌克兰东部并开始跨第聂伯河撤退时，苏联军队已紧随其后。苏军小部队顽强地划过3公里宽的河流并建立了桥头堡。9月24日，红军在卡尼夫再次尝试利用伞兵夺取土地，结果与18个月前在多罗戈布日的情况一样令人失望。伞兵很快被击退，直到更多的红军利用伞兵提供的掩护越过第聂伯河并安全地修建防御阵地。
九月底至十月初，德军发现随着苏联桥头堡的扩大，第聂伯河防线已经无法守住。重要城镇开始沦陷，扎波罗热最先沦陷，其次是第聂伯罗彼得罗夫斯克。11月初，红军突破了基辅两侧的桥头堡，占领了乌克兰首都，基辅是当时苏联第三大城市。
在基辅以西130公里处，德军第4装甲集团军仍然坚信红军已是强弩之末，并于11月中旬在日托米尔进行了成功还击，通过大胆的包抄削弱了苏军桥头堡，由党卫军装甲军沿捷捷列夫河行进。这次战斗也使得南方集团军群重新夺回了科罗斯滕，赢得了一些休整时间。然而，圣诞节前夕，当乌克兰第一方面军（由沃罗涅日方面军更名）在同一个地方袭击他们时，德军的撤退又开始了。苏军继续沿着铁路线推进，直到1944年1月3日到达1939年波兰与苏联的边界。

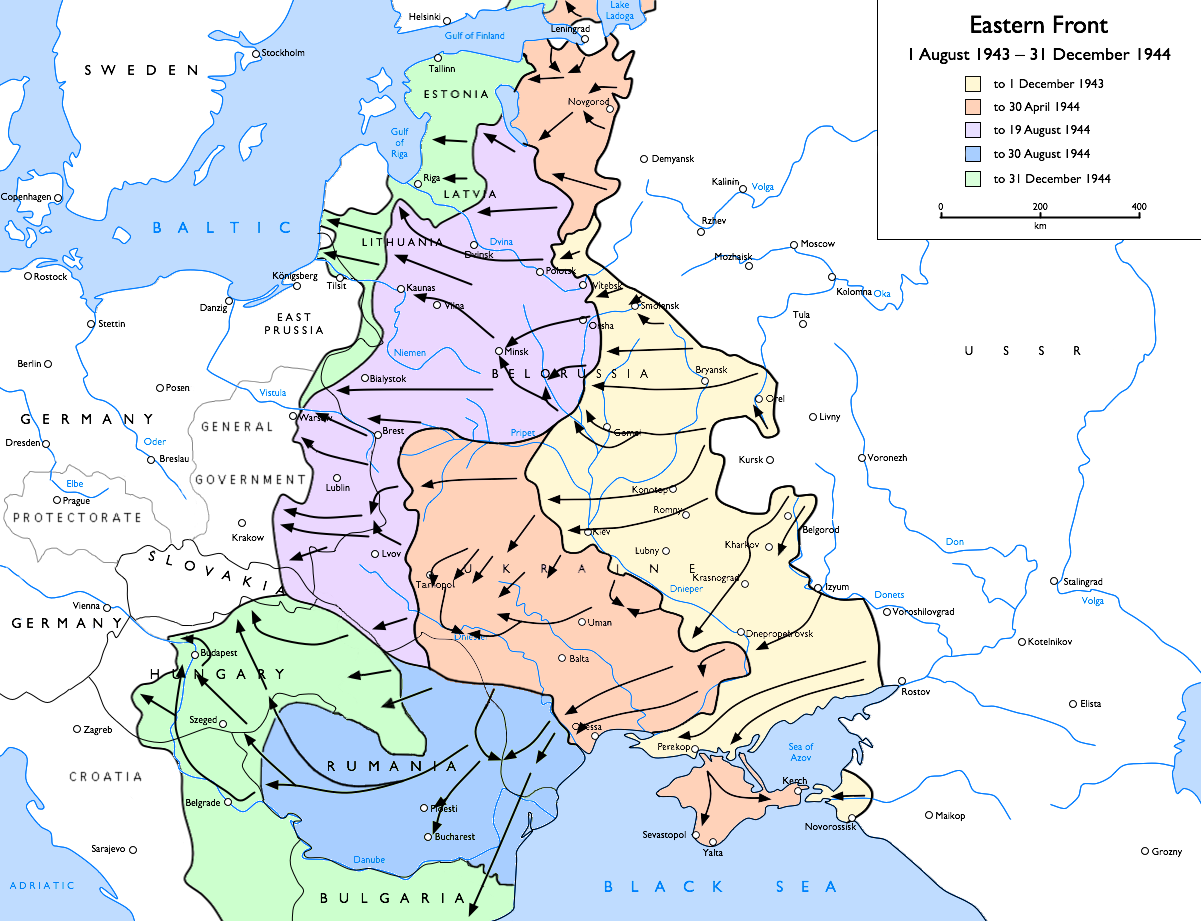
苏联从1943年8月1日到1944年12月31日的进展

在南部，乌克兰第二方面军（原草原方面军）在克列缅丘格渡过第聂伯河，并继续向西前进。1944年1月的第二周，他们掉头向北，与瓦图京的坦克部队会合，坦克部队渗透到波兰后转向南方，并在切尔卡西以西的科尔松-舍甫琴科夫斯基包围了德军10个师。希特勒坚持坚守第聂伯河防线，即使面临灾难性失败的前景，他坚信切尔卡瑟包围圈可能会突围，甚至推进到基辅，但曼施坦因更关心的是能否推进到第聂伯河防线的边缘，然后恳求被包围的部队突围。
到2月16日，第一阶段已经完成，苏军与收缩的切尔卡瑟包围圈仅与格尼洛伊·蒂基奇河分开。在炮火和坦克的追击下，被包围的德军（其中包括亲卫队第5师“维京师”）奋力渡河到达安全地带，但也损失了一半人数和全部装备。德军认为随着春天临近，红军不会再次进攻，但3月3日，乌克兰方面军转入攻势。马利诺夫斯基的部队已经通过切断彼列科普地峡孤立了克里米亚，他们穿过泥泞向罗马尼亚边境挺进，没有在普鲁特河上停留。
1943-1944年，苏军完成了超过800公里的推进。3月，汉斯-瓦伦丁·胡贝将军的第1装甲集团军的20个德国师被包围在卡门涅茨-波多尔斯基附近的胡贝口袋。经过两周的激战，第1装甲师成功逃脱包围圈，但代价是损失了几乎全部的重型装备，而希特勒解除了包括曼施坦因在内的几位著名将军的职务。4月，红军夺回敖德萨，随后乌克兰第4方面军发起恢复对克里米亚控制的战役，最终于5月10日占领塞瓦斯托波尔。
1943年8月，这支部队沿着中央集团军群的前线缓慢地从哈根防线撤退，棄守的领土相对较少，但9月25日失去了布良斯克，更重要的是斯摩棱斯克，使德军失去了整个德国防御体系的基石。第4、第9集团军和第3装甲集团军仍然坚守在第聂伯河上游以东，阻止了苏军进攻维捷布斯克的企图。北方集团军群的前线几乎没有任何战斗，直到1944年1月，沃尔霍夫和第二波罗的海方面军突然发起进攻。
在一场闪电战后，德军被迫由列宁格勒撤退，大诺夫哥罗德被苏军占领。苏军在1月至2月共推进120公里后，列宁格勒方面军已到达爱沙尼亚边境。对斯大林来说，波罗的海是将战争转移到东普鲁士并夺取芬兰控制权的最快途径。列宁格勒方面军对波罗的海主要港口塔林的攻势于1944年2月被阻截，德国“纳尔瓦”集团军包括爱沙尼亚应征入伍者，正捍卫著重建的爱沙尼亚獨立。

### 1944年夏

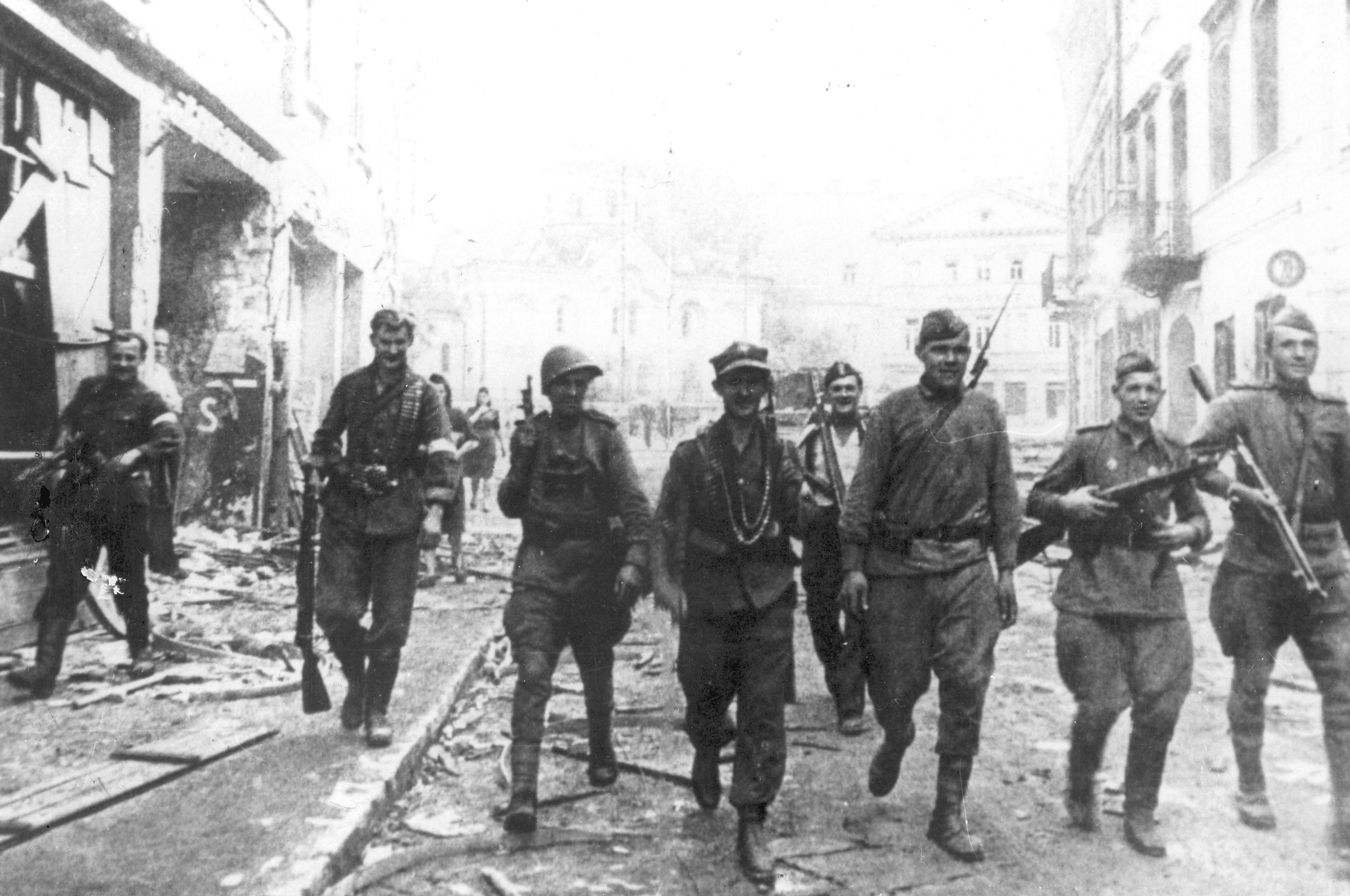
苏联和波兰武装部队士兵在维尔纽斯，1944年7月

德军确信红军将再次向南部发起进攻，那里的战线距离利沃夫80公里，是通往柏林最直接的路线。因此，他们从中央集团军群搬兵支援，儘管该集团军的战线仍然深入苏联；而两周前，德国已先将一些部队转移到法国，以对抗诺曼底的入侵。白俄罗斯攻势是盟军在1943年12月的德黑兰会议上商定的，并于1944年6月22日发起，是苏联的一次大规模进攻，由四个苏联集团军组成，总计120多个师，切入粉碎了德军薄弱的防线。
苏军将大规模攻击集中在中央集团军群，而不是德国最初预期的北乌克兰集团军群。超过230万苏联军队对不足80万人的德国中央集团军群发起了进攻。在进攻点上，苏军的数量和质量优势是压倒性的。红军在坦克方面与敌人的比例为十比一，在飞机方面的比例为七比一。白俄罗斯首都明斯克于7月3日被占领，约10万德军被困。十天后，红军到达开战前的波兰边境。无论以何种标准衡量，巴格拉季昂行动都是二战中规模最大的单一行动之一。
到1944年8月底，大约40万德军死亡、受伤、失踪和患病，16万人被俘，还有2,000辆坦克和57,000辆其他车辆被缴获。在这次行动中，红军大约180,000死亡和失踪（共 765,815人，包括伤病者以及5,073名波兰人），以及2,957辆坦克和突击炮。对爱沙尼亚的攻势又造成48万苏联士兵伤亡，其中10万死亡。
利沃夫-桑多梅日攻势于1944年7月17日发起，红军击溃了乌克兰西部的德军并重新夺回了利沃夫。苏军继续向南推进，进入罗马尼亚，并在8月23日发动政变推翻罗马尼亚政府后，红军于8月31日占领布加勒斯特。罗马尼亚和苏联于9月12日签署停战协定。

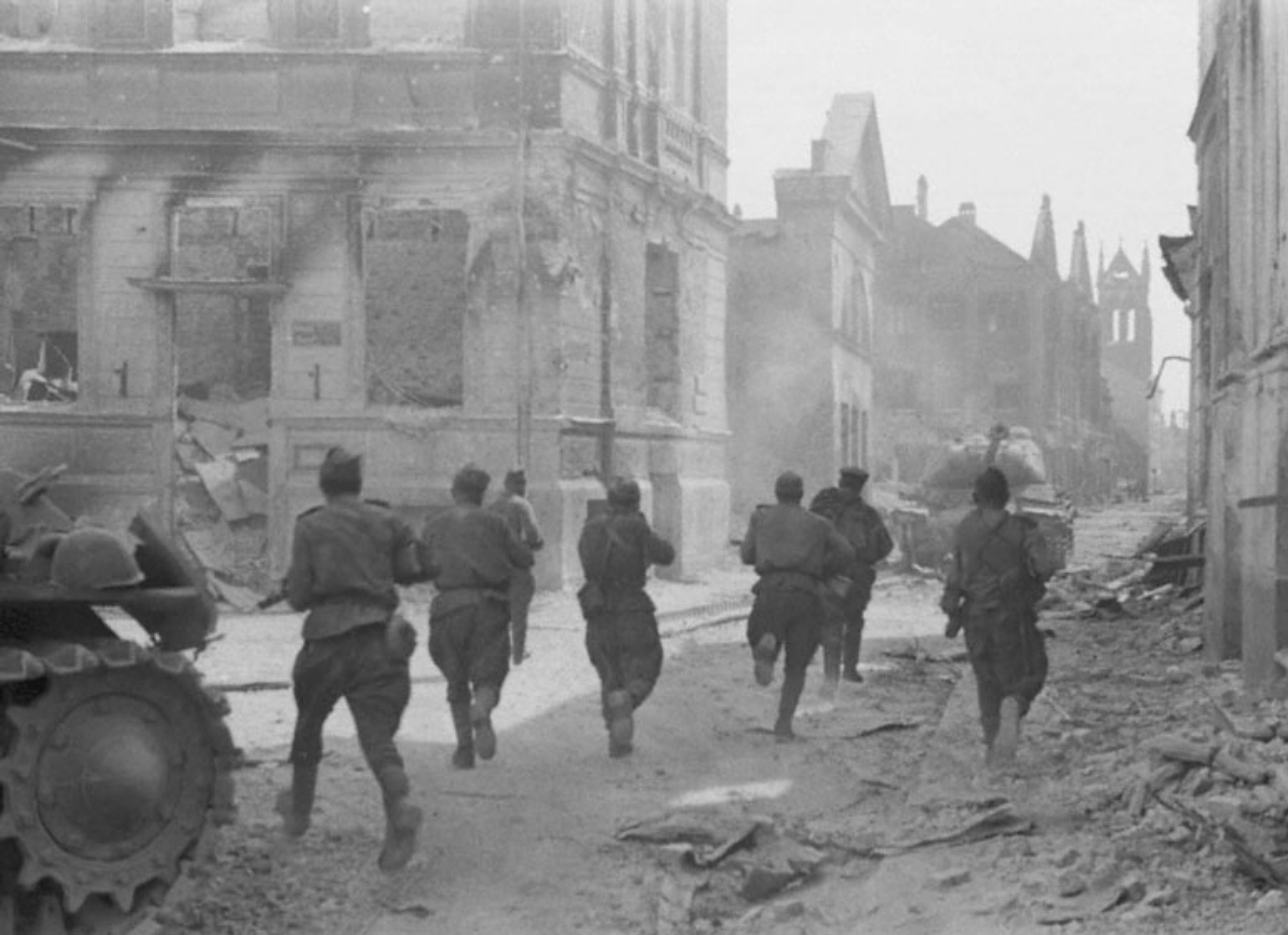
1944年中，苏联士兵在拉脱维亚叶尔加瓦的街道上前进

巴格拉季昂行动的迅速进展，威胁到了抵抗苏联向塔林推进的德国北方集团军群的切断和孤立。虽然对爱沙尼亚的锡尼迈德山进行了猛烈的攻击，但苏联列宁格勒方面军未能突破规模较小、防守严密的“纳尔瓦”分遣队的防御，因为地形不适合大规模行动。
1944年6月9日，红军在卡累利阿地峡对芬兰防线发动了维堡-彼得罗扎沃茨克攻势（与西方盟军入侵诺曼底相配合）。三支军队对抗芬兰军队，其中有几支经验丰富的近卫步枪编队。6月10日，这次的袭击突破了芬兰防线，芬兰军队撤退至第二道防线VT线。苏军的进攻得到了猛烈炮火、空中和装甲部队的支援。6月14日，VT防线被突破，芬兰装甲师在库特塞尔卡的反击失败后，芬兰的防线不得不撤回到VKT防线。经过塔利-伊汉塔拉战役和伊洛曼齐战役的激烈战斗，芬兰军队终于成功阻止了苏联的进攻。
随着红军逼近，波兰家乡军发起了暴风雨行动。华沙起义期间，红军奉命在维斯瓦河停下。斯大林是否无法或不愿意援助波兰抵抗运动是有争议的。
在斯洛伐克，斯洛伐克民族起义始于1944年 8月至10月期间德军和斯洛伐克叛军之间的武装斗争。起义以班斯卡-比斯特里察为中心。

### 1944年秋
1944年秋，苏联暂停了对柏林的进攻，准备首先控制巴尔干地区。
1944年9月8日，红军开始进攻斯洛伐克与波兰边境的杜克拉山口。两个月后，苏军取得战斗胜利，进入斯洛伐克。20,000名红军士兵死亡，还有数千名德国人、斯洛伐克人和捷克人。
在苏联波罗的海攻势的压力下，德国北方集团军群被撤調投入萨雷马、库尔兰和梅梅尔的保衛戰。

### 1945年1月至3月

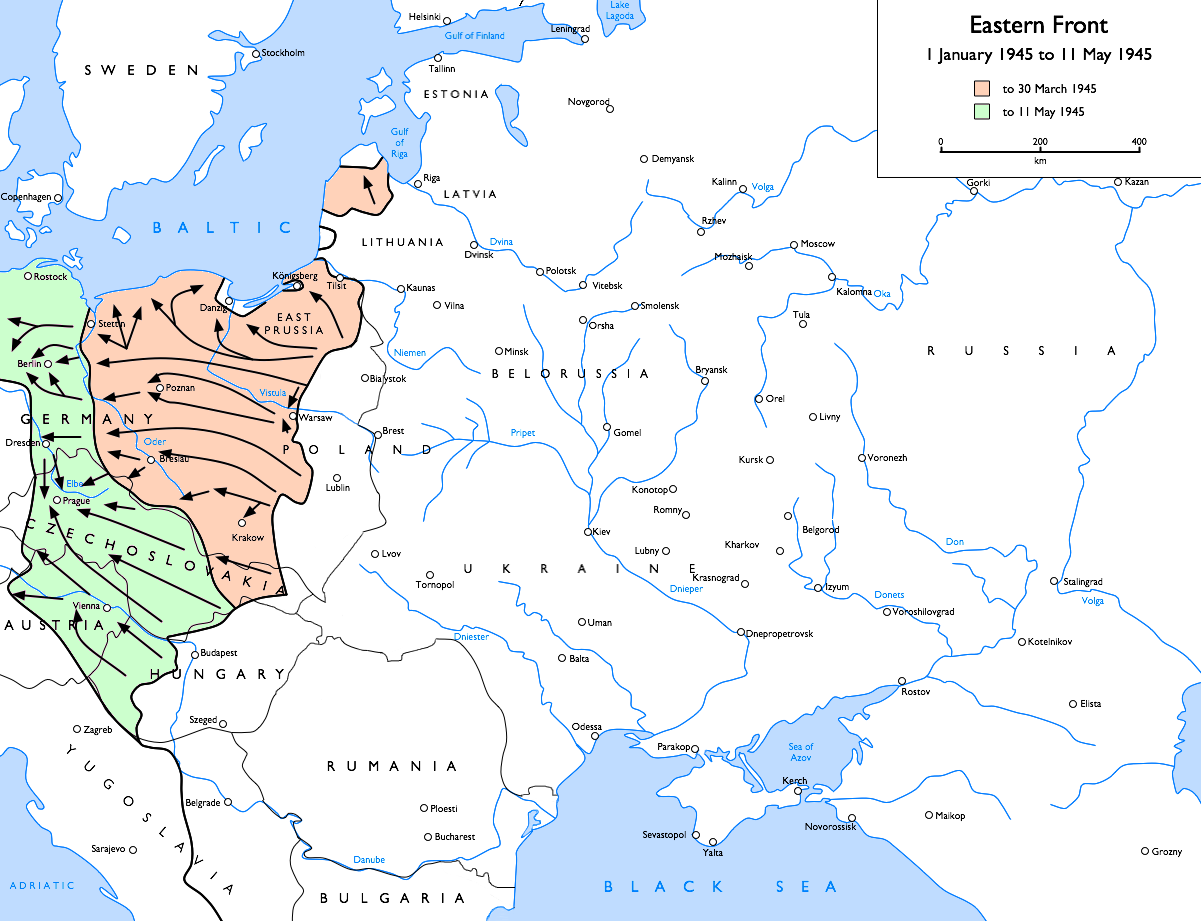
苏联从1945年1月1日到1945年5月11日的进展

1945年1月17日，在华沙被德国摧毁和遗弃后，苏军最终进入了华沙。三天内，红军在四个方面军组成的广阔战线上，从华沙出发，跨过纳雷夫河发起了维斯瓦河-奥得河攻势。苏联军队与德国的平均兵力比为5-6:1，炮兵比为6:1，坦克比为 6:1，自行火炮比为4:1。四天后，红军突破防线，开始每天行进三十至四十公里，占领波罗的海国家、但泽、东普鲁士、波兹南，并沿着奥得河在柏林以东六十公里处画出一条线。在维斯瓦河-奥德河行动的整个过程中，红军部队总共伤亡194,191人（阵亡、受伤和失踪），损失1,267辆坦克和突击炮。
1945年1月25日，希特勒重新命名了三个集团军群。北方集团军群更名为库尔兰集团军群；中央集团军群成为北方集团军群，A集团军群成为中央集团军群。北方集团军群（原中央集团军群）被驱赶到东普鲁士柯尼斯堡周围一个越来越小的包围圈中。
在海因里希·希姆莱指挥新成立的维斯瓦河集团军群进行的有限反击（代号为“夏至行动”）于2月24日失败，红军继续开进波美拉尼亚并清除了奥得河右岸。在南部，德军在康拉德行动中试图解救被包围的布达佩斯驻军，但失败了，该城于2月13日被占领。3月6日，德军发起了最后一次重大攻势，即“春季觉醒行动”，但于3月16日失败。3月30日，红军进入奥地利，并于4月13日占领维也纳。
德国陆军最高司令部声称1945年1月和2月期间，德军在东线有77,000人死亡、334,000人受伤和192,000人失踪，总共603,000人。
1945年4月9日，东普鲁士首府柯尼斯堡最终被红军占领，而中央集团军群的残部继续在维斯瓦沙嘴和赫尔半岛抵抗，一直到欧洲战争结束。虽然东普鲁士攻势经常被维斯瓦河-奥得河行动和柏林战役所掩盖，但它也是苏联红军在整个二战期间进行的规模最大、成本最高的行动之一，红军共伤亡584,788人，损失坦克和突击炮3,525辆。
柯尼斯堡的陷落使白俄罗斯第二方面军向西移动至奥得河东岸。四月的前两周，红军进行了战争中最快的前线部署。格奥尔吉·朱可夫将军将白俄罗斯第一方面军集中到施劳夫高地前方的地区，该方面军部署在奥德河沿岸，从南部的法兰克福到波罗的海。白俄罗斯第二方面军进驻施洛高地以北的第一方面军空出的阵地。在重新部署的过程中，战线中留下了缺口，被困在但泽附近的一个口袋里的德国第2集团军的残部设法越过奥得河逃走。伊万·科涅夫将军将乌克兰第一方面军的主力从上西里西亚向西北转移到尼斯河。苏联的三个方面军总共约有250万人；6,250辆坦克；7,500架飞机；41,600门火炮和迫击炮；3,255辆喀秋莎火箭炮和95,383辆机动车辆，其中许多是美国制造。

### 战争结束：1945年4月至5月

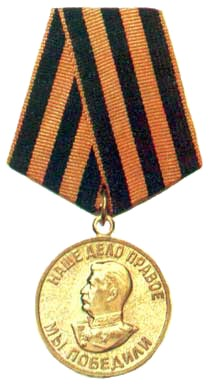
14,933,000名苏联和盟军人员被授予战胜德国勋章

苏联第150步兵师的旗帜在德国国会大厦上空升起（胜利旗帜）

苏军的进攻有两个目标。由于斯大林怀疑西方盟国意图交出其在战后苏联势力范围内占领的领土，因此进攻应在广泛的战线上，并尽可能迅速地向西推进，尽可能向西与西方盟国会面。但最重要的目标是占领柏林。两者是互补的，因为除非占领柏林，否则无法迅速占领该地区。另一个考虑因素是柏林本身拥有战略资产，包括阿道夫·希特勒以及德国原子弹计划。
夺取德国中部和柏林的攻势于4月16日开始，首先进攻奥德河和尼斯河上的德国前线。经过几天的激烈战斗，苏联的白俄罗斯第一方面军和乌克兰第一方面军在德军前线打出一道缺口，并在中部呈扇形展开。4月24日，兩军完成了对柏林的合围，柏林战役进入最后阶段。4月25日，白俄罗斯第二方面军部队突破了德军第3装甲集团军在斯德丁以南的防线。近卫第5集团军第58近卫步兵师在德国托尔高附近的易北河与美国第1集团军第69步兵师取得了联系。
4月29日至30日，当苏军攻入柏林市中心时，阿道夫·希特勒与爱娃·布劳恩结婚，然后服用氰化物并开枪自杀。希特勒在遗嘱中任命卡尔·邓尼茨海军上将为新任帝国总统，任命宣传部长约瑟夫·戈培尔为新任帝国总理；然而，戈培尔也于1945年5月1日与妻子玛格塔·戈培尔和孩子一起自杀。柏林防区司令赫尔穆特·魏德林于5月2日将这座城市交给了苏联军队。柏林战役（4月16日至5月2日）总共造成红军361,367人伤亡以及1,997辆坦克和突击炮。德国在这段战争时期的损失仍然无法可靠地确定。
得知希特勒和戈培尔的死讯后，邓尼茨（现任帝国总统）任命鲁茨·格拉夫·什未林·冯·科洛希克为德意志帝国新的“首席部长”。快速推进的盟军将德国新政府的管辖范围限制在靠近丹麦边境的弗伦斯堡周围地区。因此，本届政府被称为弗伦斯堡政府。邓尼茨和什未林·冯·克罗西克试图与西方盟军谈判停战，同时继续抵抗苏联军队，但最终被迫接受无条件投降。
1945年5月7日凌晨 2:41，在德国最高统帅部，总参谋长阿尔弗雷德·约德尔将军在法国兰斯签署了所有德国军队向盟军无条件投降的文件。包括“德国控制下的所有部队于1945 年5月8日23:01時起停止軍事行动”。第二天午夜前不久，陆军元帅威廉·凯特尔在柏林的朱可夫总部（现址为柏林-卡爾之巢博物館）再次签署了这一协议，欧洲战争结束。
在东欧，战争的结束时间是5月9日。在俄罗斯和一些后苏联国家，这一天被作为国庆节和胜利日来庆祝。胜利大游行于6月24日在莫斯科举行。
德国中央集团军群最初拒绝投降，并继续在捷克斯洛伐克作战，直到5月11日。丹麦博恩霍尔姆岛上的一小支德国驻军拒绝投降，并遭到苏联轰炸和入侵。四个月后，该岛被归还给丹麦政府。
第二次世界大战东线的最后一场战役，即斯利维采战役，于5月11日爆发，并于12日以苏联胜利告终。
1945年5月13日，苏联停止所有进攻，第二次世界大战东线的战斗结束。

### 苏联远东地区：1945年8月
德国战败后，斯大林向盟友杜鲁门和丘吉尔承诺，他将在德国投降后90天内进攻日本。苏联于1945年8月8日进攻日本控制的中国东北，袭击了日本傀儡政权满洲国和邻近的蒙疆聯合自治政府，更大规模的进攻还将包括朝鲜北部、萨哈林岛南部和千岛群岛。除了诺门罕战役之外，它是二战苏联针对日本的唯一军事行动。在雅尔塔会议上，苏联同意盟军的请求，在欧洲战争结束后三个月内终止与日本的中立条约并参与第二次世界大战的太平洋战区。它虽然不是东线的一部分，但被包含在这里，因为红军指挥官和大部分部队都来自欧洲战区，并从东线战场获得战斗经验。

## 结果

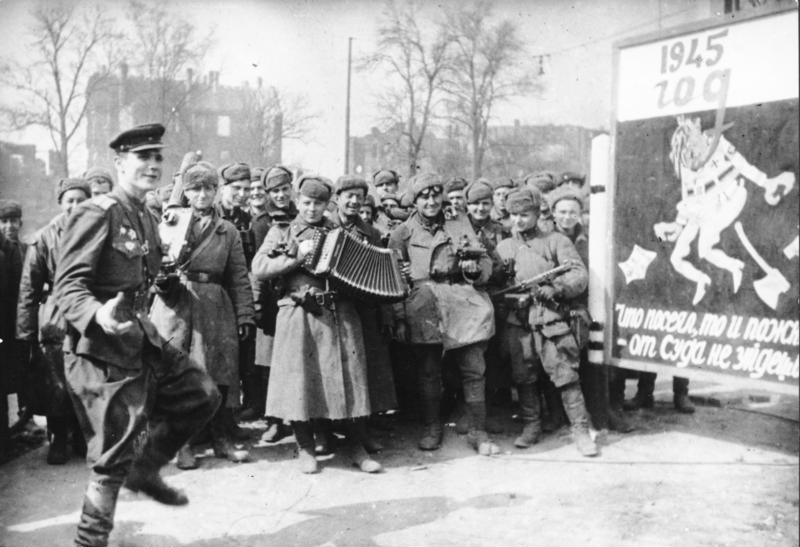
1945年5月2日，苏联士兵在柏林庆祝德军投降

东线战争是第二次世界大战中规模最大、最血腥的战场。人们普遍认为这是人类历史上最致命的冲突，导致超过3000万人丧生。德军在东线的死亡率接近80%，地面战斗比其它二战战区的总和还要多。东线战争的残酷性体现在双方常常故意杀戮，反映出两种直接对立的意识形态。
除了意识形态冲突，双方领导人希特勒和斯大林的思想和决策也导致了屠杀达到前所未有的规模。斯大林和希特勒都为了达到胜利的目的而罔顾人命。包括恐吓本国人民，以及大规模驱逐。这些因素都导致了双方对军人和平民的暴行。据《时代杂志》报道：“从人员规模、持续时间、领土和伤亡来看，东线的冲突规模是诺曼底入侵后西线冲突的四倍。”美国陆军参谋长乔治·马歇尔将军认为：如果没有东线，美国将不得不将西线的士兵数量增加一倍。
1943年8月10日，美国总统的苏联礼宾委员会执行官、陆军少将伯恩斯于华盛顿特区致总统特别助理哈里·霍普金斯的备忘录寫道：
在第二次世界大战中，苏联占据主导地位，是轴心国在欧洲失败的决定性因素。 在西西里岛，英国和美国的军队正受到德国2个师的对抗，而俄罗斯战线则受到大约200个德国师的关注。每当盟军在欧洲大陆开辟第二战线时，它无疑将是东方战线之外的第二战线，苏联的努力仍将占主要地位。如果没有苏联参战，轴心国就无法在欧洲被击败，同盟国的地位也将变得岌岌可危。同样，战后的苏联也将在欧洲占据主导地位。随着德国被击败，欧洲已经没有任何力量可以对抗苏联庞大的军事力量。

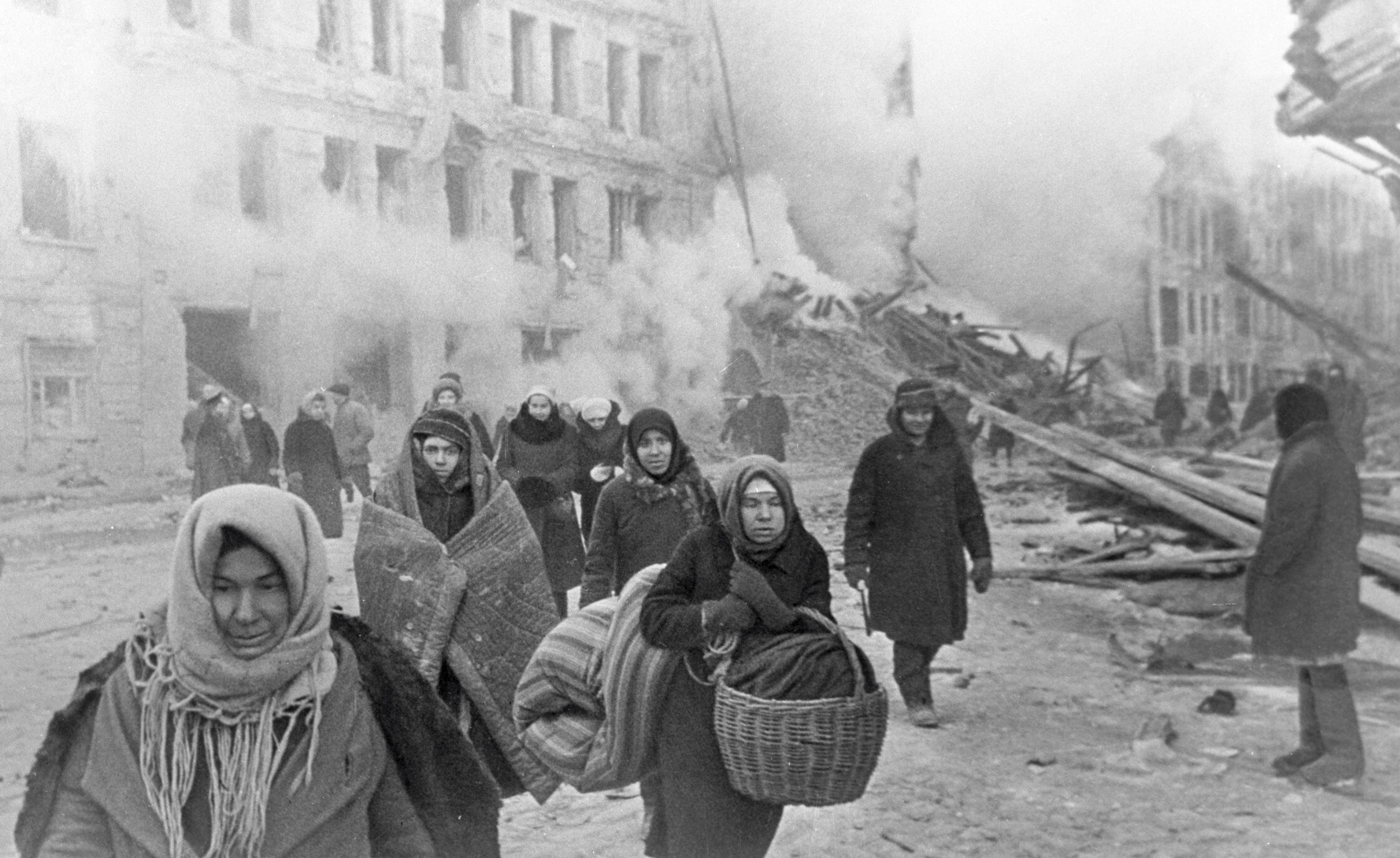
列宁格勒在长达872天的围困期间，约有100万平民死亡

战争给平民造成了巨大的损失和痛苦。在后方的德国占领区，针对平民的暴行司空见惯，包括在大屠杀中实施的暴行。德国和其盟国以残暴的方式对待平民，屠杀整个村庄，并经常杀害平民人质（参见德国战争罪行）。双方都实行了广泛的焦土政策，但德国的平民损失却远小于苏联，苏联至少有2000万人丧生。英国历史学家杰弗里·霍斯金表示：“苏联的人口损失甚至更大：由于死亡者中很大一部分是处于生育年龄的年轻人，因此战后苏联人口比1939年之后减少了45至5000万。”
1944年苏联红军入侵德国时，许多德国平民遭受了红军的报复（参见苏联战争罪行）。战后，根据雅尔塔协议，东普鲁士和西里西亚的德国人口被迁移到奥得河-尼斯线以西，这成为世界历史上最大规模的强迫人口迁移之一。
苏联在第二次世界大战中取得了军事胜利，但经济和人口遭到了严重破坏。战争大部分发生在人口稠密地区或附近，双方的行动造成了大量平民生命损失和巨大物质损失。根据罗曼·鲁登科中将在纽伦堡国际军事法庭提交的一份总结，轴心国入侵对苏联造成的财产损失估计高达6790亿卢布。列宁格勒围城战期间，有大约120万市民死亡。
战争共造成1,710个城镇、70,000个村庄、2,508座教堂、31,850个工业设施、64,000 公里铁路、4,100个火车站、40,000家医院、84,000所学校和43,000所公共设施被完全或部分摧毁。共导致2500万人无家可归。700万匹马、1700万头牛、2000万头猪、2700万只羊也被屠宰或驱赶。野生动物也受到战争影响。1943年至1945年，随着苏联军队的推进，狼和狐狸从杀戮区向西逃亡，导致狂犬病向西蔓延，1968年到达英吉利海峡沿岸。
苏德战争也对世界其他地方造成影响。战争期间，原本亲苏的中国新疆军阀盛世才因为认为苏联很可能战败，与苏联决裂，转而投靠当时的中华民国掌权者蒋介石。后来德国处于下风，盛世才又想重新投靠苏联，但不获信任并被出卖，最终被蒋介石调走。

## 领导人
苏联和纳粹德国都是由意识形态驱动的国家（分别是苏联共产主义和纳粹主义），其中政治领导人拥有近乎绝对的权力。因此，战争的性质是由政治领导人以及他们的意识形态决定的，决定程度比第二次世界大战的任何战区都要大。

### 希特勒

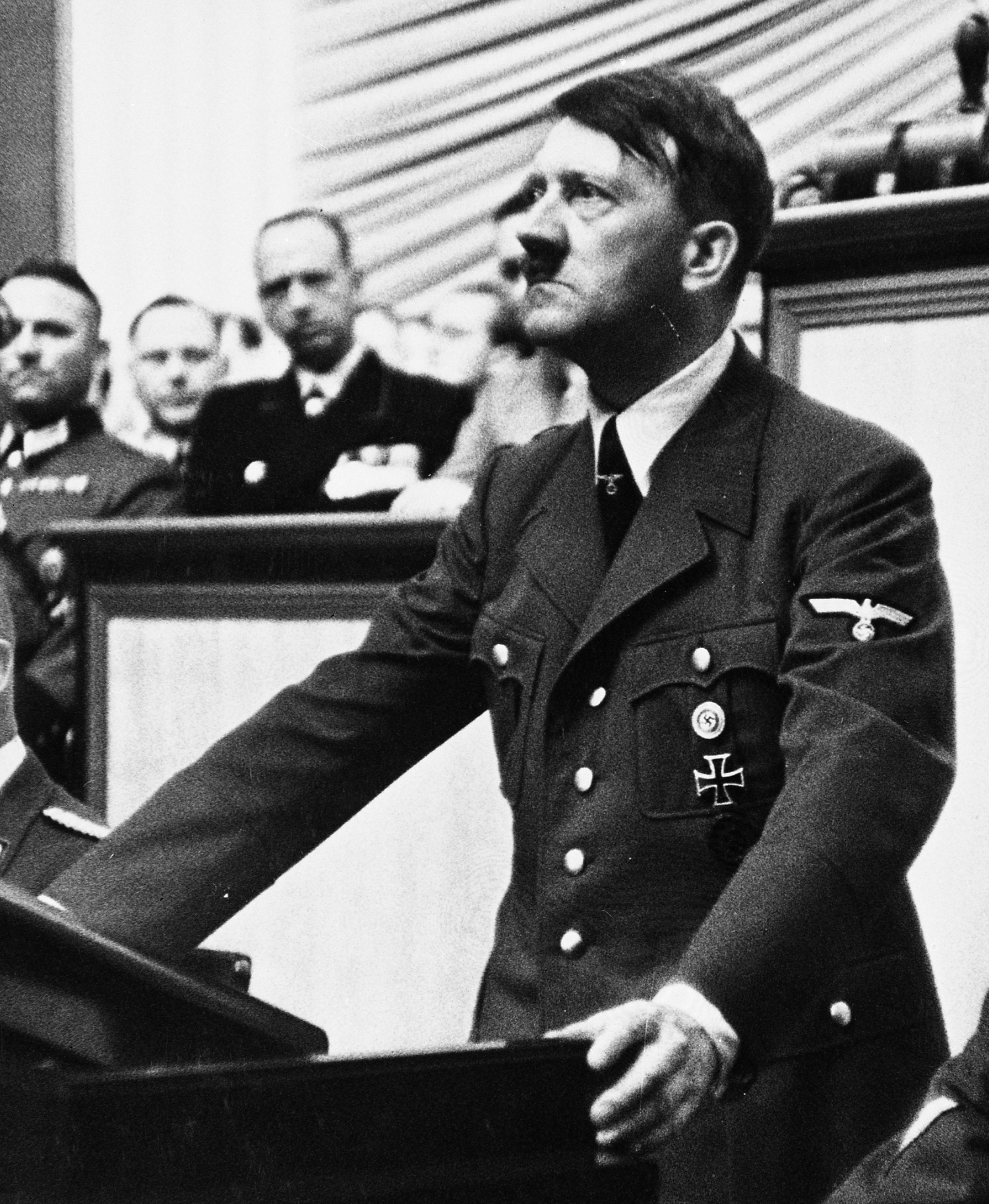
阿道夫·希特勒在第二次世界大战期间领导德国

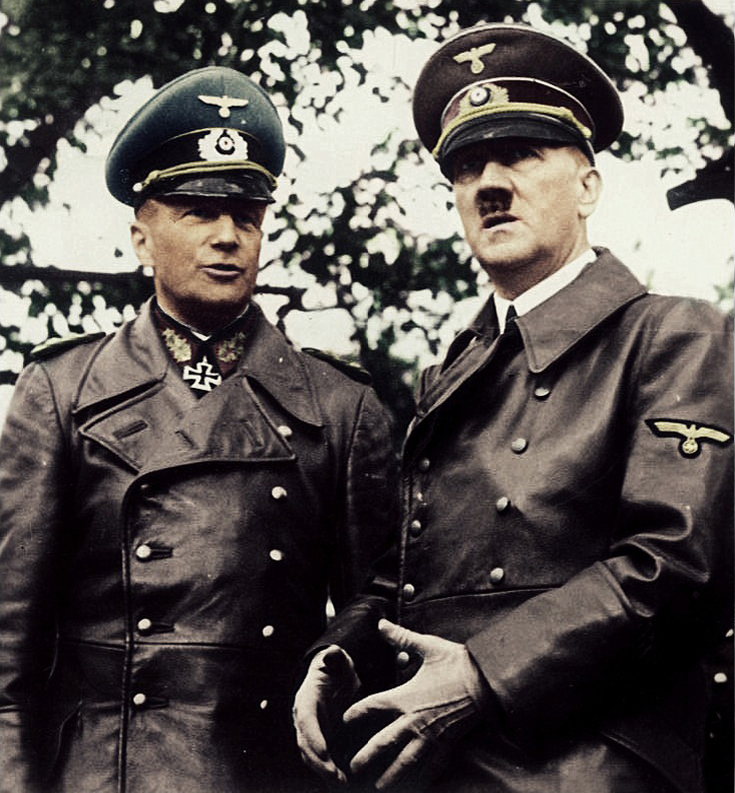
陸軍總司令布勞希奇元帥和希特勒

希特勒对战争实行严格管制，他的大部分时间都花在指挥掩体中（东普鲁士的拉斯滕堡、乌克兰的文尼察和德国总理府的花园下）。在战争的关键时期，他每天召开战情会议，利用自己非凡的公开演讲才能，用言辞压倒将军和最高统帅部参谋的反对意见。
希特勒干预战争的部分原因是法国战役中取得了意想不到的成功（但有专业军官的指挥），希特勒相信自己是一个军事天才。1941年8月，当瓦尔特·冯·布劳希奇（德意志国防军总司令）和费多尔·冯·博克请求进攻莫斯科时，希特勒转而下令围攻乌克兰，以获取农田、工业和自然资源。贝文·亚历山大等一些历史学家在《希特勒如何获胜》中认为这一决定错失了赢得战争的机会。
1941年至1942年冬，希特勒相信，他坚持拒绝德军撤退，才使中央集团军群免于崩溃。他后来告诉艾尔哈德·米尔希：
我不得不采取无情的行动。我甚至不得不让我最亲密的将军收拾行李，例如两名陆军将军……我只能告诉这些先生们，“尽快返回德国——但把军队交给我指挥，军队要留在前线。”
莫斯科防御的成功导致希特勒在毫无军事意义的情况下坚持要守住领土，并解职了未经命令撤退的将军。具有战争主动性和积极性的军官被优柔寡断或狂热的纳粹分子所取代。战争后期发生的灾难性包围圈——斯大林格勒、科尔孙和许多地方——都是希特勒命令的直接结果。这种占领领土的想法导致了另一个失败的计划，被称为“天行使命”，其中包括加固最不重要或最微不足道的城市，并不惜一切代价守住这些“堡垒”。许多师在“要塞”城市被切断包围，或者在二级战区被无用地浪费，因为希特勒不会批准撤退或自愿放弃任何征服的领土。
对希特勒在战争中的领导能力的失望是1944年失败政变的因素之一。7月20日政变失败后，希特勒开始怀疑军队的忠诚，并逐渐依赖党卫军和纳粹党成员以进行战争。
希特勒对战争的指挥最终给军队带来了灾难性后果。F. W. 温特博瑟姆写下了希特勒在突出部战役期间向格尔德·冯·伦德施泰特发出的继续向西进攻的信号：
根据经验，我们了解到，当希特勒开始拒绝按照将军们的建议行事时，事情就开始出错，这次也不例外。

### 斯大林

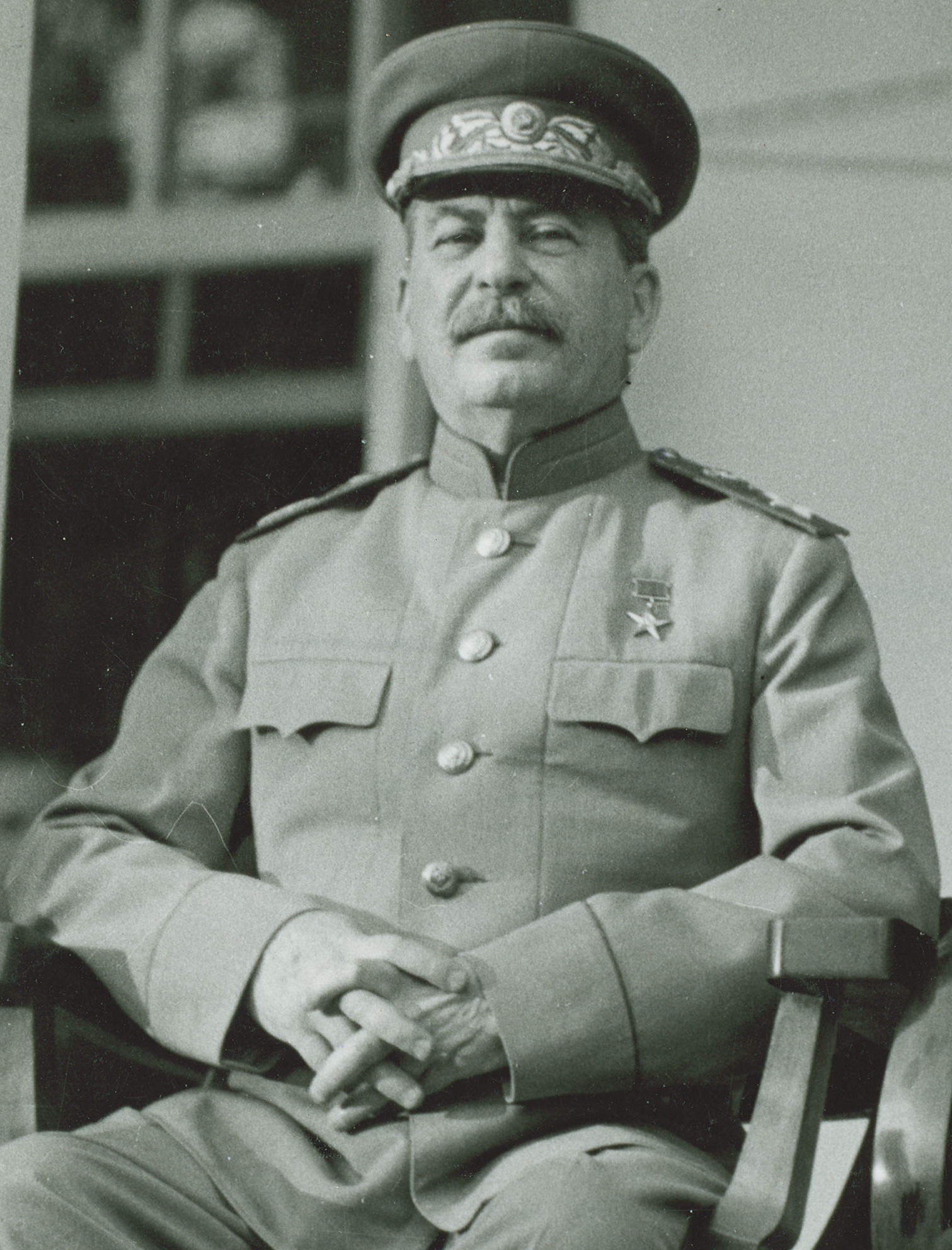
约瑟夫·斯大林在第二次世界大战期间领导苏联

斯大林对战争初期的一些灾难（例如1941年的基辅战役）负有最大责任，但同样值得称赞的是苏联红军随后的成功，这取决于苏联空前快速的工业化。整个30年代，斯大林的政策将苏联工业化作为首要任务。1930年代末斯大林对红军的大清洗涉及对许多高级指挥人员的法律起诉，其中许多人被法院定罪并判处死刑或监禁。
被处决的人包括装甲闪电战的支持者米哈伊尔·图哈切夫斯基。斯大林提拔了一些像格里戈里·库利克这样反对军队机械化和坦克生产的蒙昧主义者，另一方面又清洗了自1917年至1922年内战以来一直担任职务的老指挥官，他们有军事经验，但被认为“政治上不可靠”。这为斯大林和内务人民委员部认为符合斯大林主义意识形态的年轻军官的晋升开辟了道路。许多这些新晋升的指挥官被证明非常缺乏军事经验，但有些人在战争中取得了非常的成功，这时苏联坦克产量仍然位居世界第一。
自1918年红军成立以来，政治上对军队的不信任导致了“双重指挥”制度，每位指挥官都配有一名政治委员，政治委员是苏联共产党员。较大的部队设有由司令员、政委和参谋长组成的军事委员会——政委确保指挥官的忠诚并执行党的命令。
1939年至1940年，苏联占领波兰东部、波罗的海国家、罗马尼亚的比萨拉比亚和北布科维纳后，斯大林坚持占领新苏联领土的每一个角落；领土的扩张使苏军远离了后方，处于突出的位置，使军队很容易受到包围。1941年春天，紧张局势加剧，斯大林拼命试图不向希特勒发起任何挑衅，以免用作德国进攻的借口。斯大林拒绝让军队保持戒备状态，尽管德国军队在边境集结，侦察机飞越边境。在德苏战争的最初几天，这种拒绝采取必要行动的行为导致了苏联空军遭遇毁灭性的打击。
1942年秋的危机时刻，斯大林对军队做出了许多让步：将政委从军队指挥系统中剔除，恢复了统一指挥。1943年1月15日第25号命令为所有级别引入了肩章；这是具有重要象征意义的一步，因为1917年俄罗斯革命之后，肩章就具有了旧沙皇政权象征的含义。从1941年秋开始，在战斗中表现出色的部队被授予传统的“近卫军”称号。
军事让步与严苛的命令相结合：1942年7月28日发布的第227号命令称，未经命令撤退的指挥官将被送上军事法庭。军队和政治的违规行为会被送到惩戒部队，负责执行特别危险任务，例如充当清除纳粹雷区的炮灰。命令规定抓捕或射杀“胆小鬼”和逃兵，并在后方设立阻击分队。第227号令颁布后的前三个月内，有1,000名撤退士兵被枪杀，24,993人被送往惩教营。到1942年10月，定期阻击分队的想法被悄悄放弃。1944年10月29日，阻击部队被正式解散。
当苏联赢得战争的事实明朗化，斯大林确保政治宣传总是提到他对战争的领导。斯大林将取得胜利的将军边缘化，不允许他们成为政治对手。战后，苏联再次清洗红军（不像 1930年代那样残酷），许多军官（包括朱可夫、罗季翁·雅科夫列维奇·马利诺夫斯基和伊万·科涅夫）被降职到不重要的职位。

## 被占领土上的镇压和种族灭绝

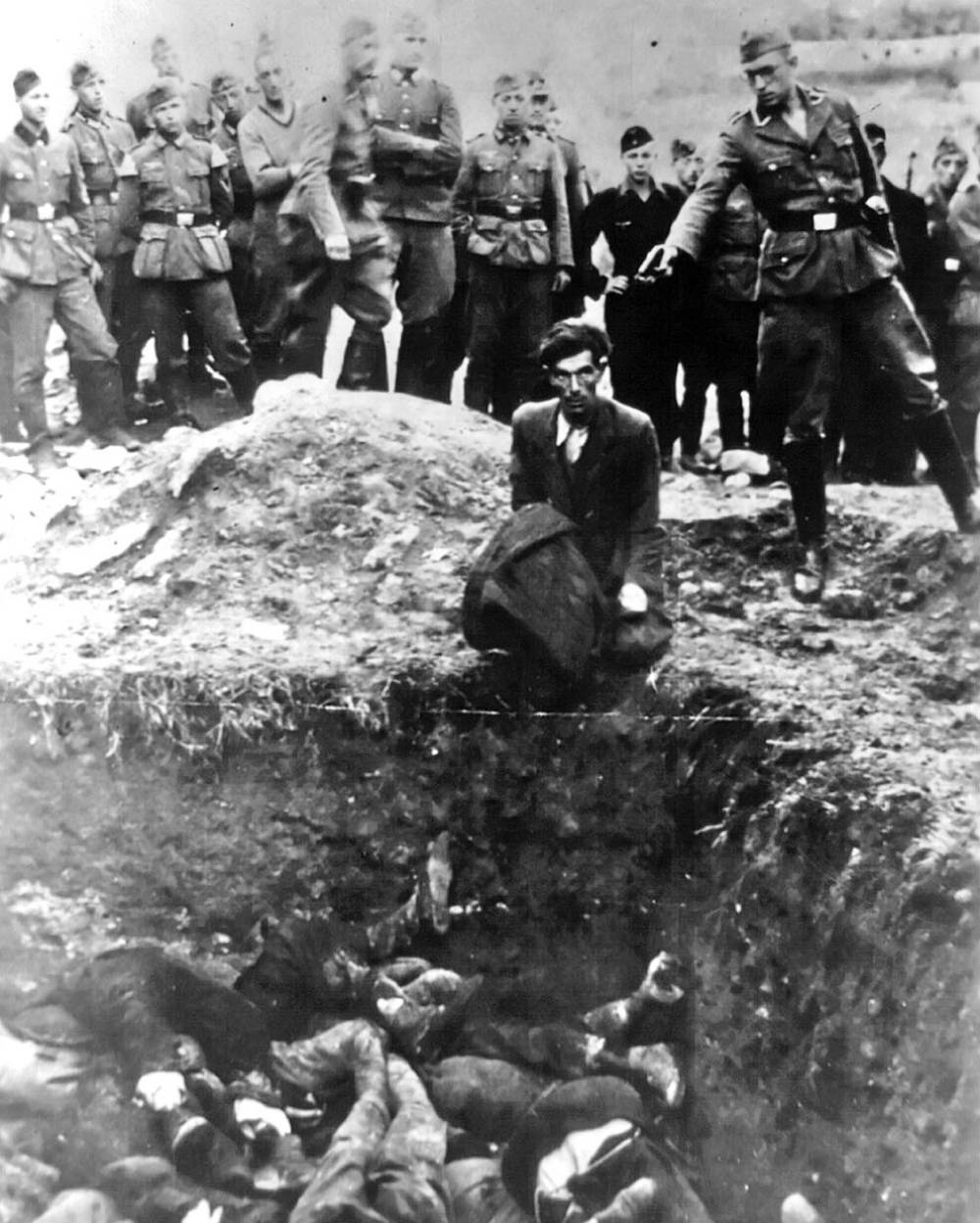
文尼察的最后一个犹太人。1942年，别动队谋杀了一名跪在文尼察一座乱葬坑前的犹太人

1941年占领的大片苏联领土需要德国平定和管理。对于大多数苏联人来说，纳粹入侵被视为无端侵略的残酷行为。值得注意的是，并非苏联社会的所有份子都这样看待德国的进军，但大多数苏联民众将德国军队视为占领者。在爱沙尼亚、拉脱维亚和立陶宛（1940年被苏联吞并）等地区，相对较多的当地居民容忍了德军的侵略。
对于重新加入苏联的乌克兰西部地区尤其如此，反波兰、反苏联的乌克兰民族主义组织希望依靠德国武装力量建立“独立国家”。德国对乌克兰人和哥萨克人和其他新生的民族解放运动持怀疑态度。一些人，特别是来自波罗的海国家的人，被选入轴心国军队，而另一些人则遭到残酷镇压。所有被征服的领土都没有获得任何程度的自治。
相反，纳粹认为东欧是德国殖民者的定居点，当地人被杀害、驱逐或沦为奴隶。对苏联平民、妇女、儿童和老人实行残酷以及非人道待遇，对城镇的日常轰炸，对村庄的掠夺，以及对平民前所未有的严厉镇压，是苏联抵抗纳粹德国入侵的主要原因。事实上，大部分苏联人将其视为侵略行为，认为德国试图征服和奴役当地居民。

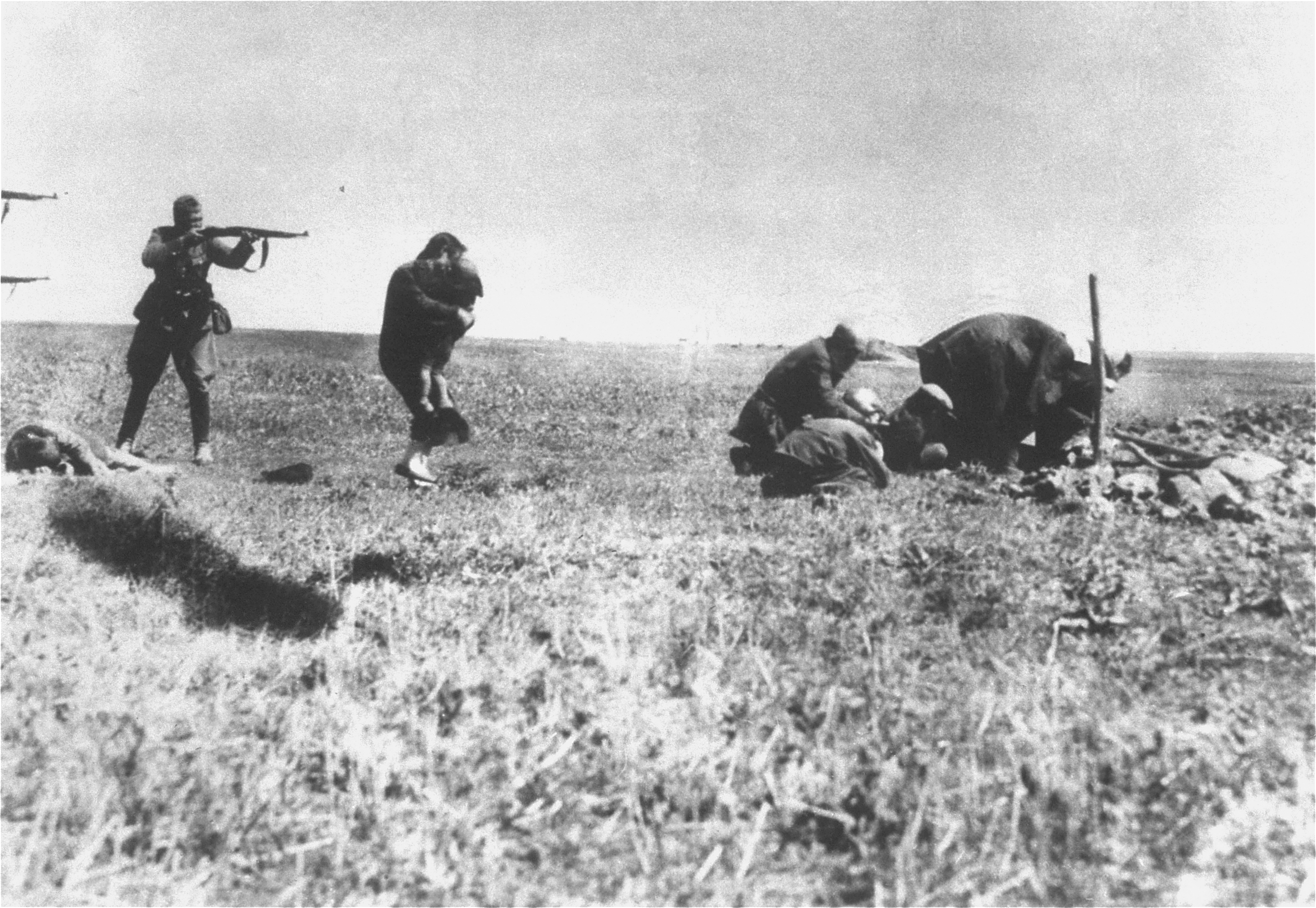
特别行动队在乌克兰伊万霍罗德屠杀犹太人，1942年

1941年9月，埃里希·科赫被任命为乌克兰人民委员部委员。他的开场白明确阐述了德国的政策：“我被称为一只野蛮的狗……我们的工作是从乌克兰吸走我们能得到的所有货物……我期待你们对当地居民采取最严厉的态度 ”。
在被征服的地区，针对犹太人的暴行几乎立即开始，特别行动组派遣去抓捕并屠杀犹太人。
对犹太人和少数民族的屠杀只是纳粹造成死亡的一部分。德国为军队征用粮食，为驮马征用饲料，导致数十万苏联平民被处决，数百万人死于饥饿。1943-1944年，德军从乌克兰和白俄罗斯撤退时，系统性地实施了焦土政策，焚烧城镇，摧毁基础设施。苏联在战争中死亡的平民总数估计从700万（大英百科全书）到1700万（理查德·奥弗里）不等。

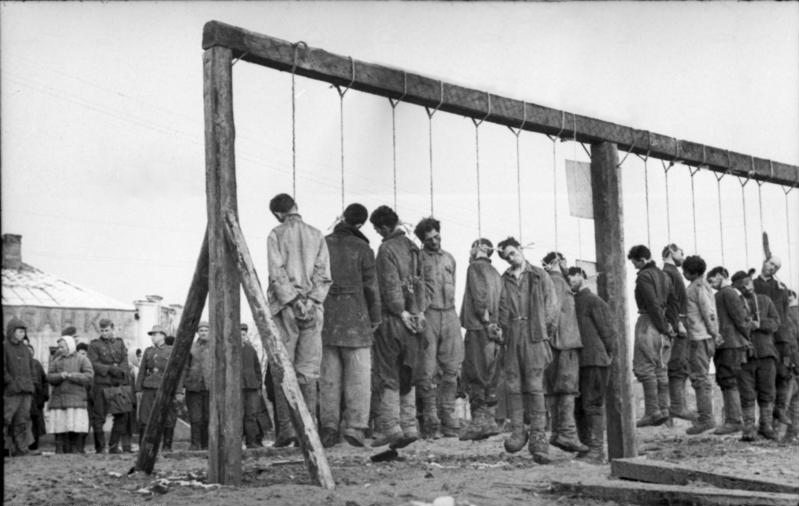
1943年1月，苏联游击队被德军绞死

纳粹意识形态以及对居民和战俘的虐待鼓励游击队在敌后作战；它甚至促使反共主义者或非俄罗斯民族主义者与苏联结盟，并大大延缓了由苏联战俘组成的东方军团。这些结果和错失的机会导致了德军的失败。
瓦迪姆·埃利克曼详细介绍了苏联的损失，2650万人因战争而死亡。1,060万人的军事损失包括：600万人在行动中阵亡或失踪、360万人战俘死亡，加上40万人的准军事人员和苏联游击队损失。平民死亡人数总计1590万人，其中150万人死于军事行动、710万死于纳粹种族灭绝、180万人因强迫劳动而被驱逐到德国，以及550万人因饥荒和疾病死亡。1946-1947年期间总共有100万人因饥荒死亡。损失涉及苏联整个领土，包括1939-1940年吞并的领土。
白俄罗斯失去了四分之一的人口，几乎包括所有知识精英。经过血腥的围剿战斗，到1941年8月底，白俄罗斯的全部领土都被德国占领。纳粹強加的残暴政权驱逐了约38万年轻人作为奴隶，并杀害了数十多万的平民。600多个村庄连同全部人口都被毁灭。希姆莱宣布了一项计划，白俄罗斯人口的3⁄4被指定要“消灭”，而种族“清洁”人口（蓝眼睛、浅色头发）的1⁄4将被允许为德国充当奴隶。
一些报告将在战争中丧生的白俄罗斯人数量提高到“365万人，而不是220万人。也就是说，白俄罗斯的死亡人数不是战前的四分之一，而是近40%。”
百分之六十的苏联战俘在战争中死亡。大量苏联战俘、奴隶劳工和纳粹合作者（包括被西方盟军强行遣返的人）被送往内务人民委员部的特殊“过滤”营。到1946年，80%的平民和20%的战俘被释放，其他人被重新征召入伍，或被送往劳工营。2%的平民和14%的战俘被送往古拉格。
波兰政府1947年编写的关于战争损失的官方报告称有27,007,000名波兰人和6,028,000名犹太人受害者；该报告不包括乌克兰族和白俄罗斯族的损失。
即使苏联尚未签署《日内瓦公约》（1929年），但人们普遍认为苏联受到《海牙公约》条款的约束。1941年德国入侵一个月后，双方提出了相互遵守海牙公约的提议，但德国没有对这个“说明”做出答复。
苏联的镇压也在东线造成伤亡，大规模镇压发生在波兰占领区以及波罗的海国家和比萨拉比亚。德国入侵开始后，内务人民委员部在白俄罗斯西部和乌克兰西部的监狱中屠杀了大量囚犯，其余囚犯则以死亡行军方式撤离。

## 工业产值

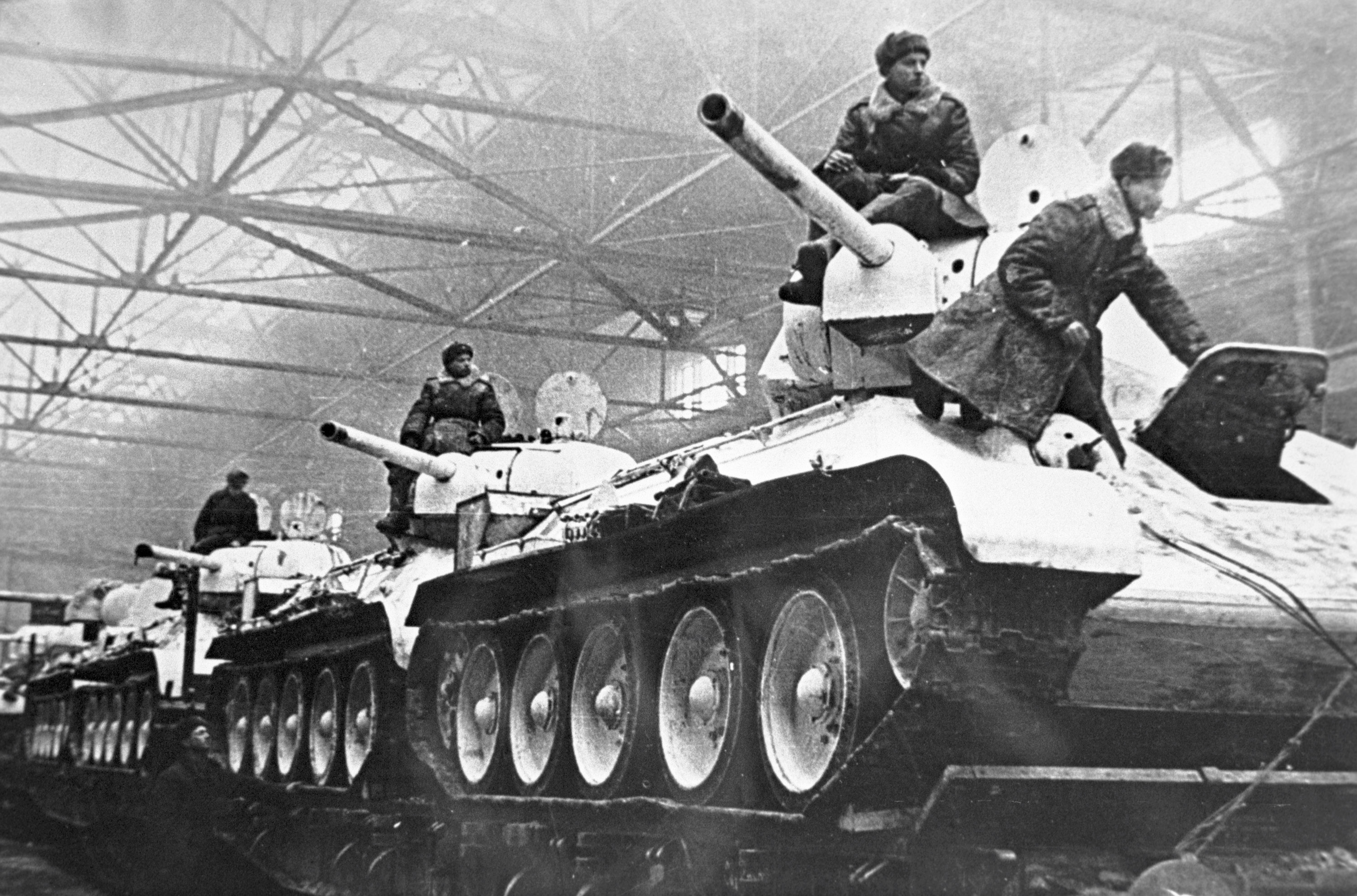
苏联T-34坦克从工厂运往前线

苏联的胜利在很大程度上要归功于其军工和经济优于德国，但苏联的人口和土地损失惨重。1930年代的五年计划实现了乌拉尔地区和中亚的工业化。1941年，数千列火车将重要工厂和工人从白俄罗斯和乌克兰疏散到远离前线的安全地区。一旦工业设施在乌拉尔山脉以东的西伯利亚重新组建，生产就可以恢复，而不必担心德国的轰炸。
由于苏联的人口从1943年起就开始减少，苏联的进攻不得不更多地依靠装备而不是人员消耗。物资生产的增加是在英国和美国的租借法案的帮助以及牺牲平民生活水平为代价的。另一方面，德国可以依靠来自被征服国家的大量奴隶劳工。美国的出口和技术也使苏联能够生产出他们无法生产的商品。例如，苏联能够生产辛烷值70至74的燃料，但苏联工业只能满足辛烷值90以上燃料需求的4%；1939年之后生产的所有飞机都需要后一类燃料。为了满足需求，苏联在许多方面都依赖美国的援助。
德国拥有比苏联丰富得多的资源，除石油产量是苏联的三分之二外，其煤炭产量是苏联的五倍，铁产量是苏联的三倍，钢铁产量是苏联的三倍，电力产量是苏联的两倍。
1940年至1944年，德国炸药产量为159.5万吨，火药产量为829,970吨。同期各战线消耗炸药149.3万吨，火药626,887吨。从1941年到1945年，苏联仅生产了505,000吨炸药，并从租借法案进口了105,000吨。德国与苏联的炸药产量比例是3.16比1。
苏联战车产量在1943年超过德国（苏联生产了24,089辆坦克和自行火炮，而德国生产了19,800辆）。苏联逐步升级现有设计，简化和改进制造工艺以提高产量，并通过租借法案获得航空燃料、机床、卡车和烈性炸药等难以生产的商品，从而能够帮助重点产业。与此同时，德国在入侵苏联时已被切断对外贸易多年，正处于空中和海上两个成本高昂的战区（1939—1945年的大西洋海战和帝国保卫战），这进一步限制了生产，被迫将很大一部分支出用于苏联可以削减的（例如卡车）或根本不会用于对抗苏联的军需（例如船只）。从1940年到1944年，仅海军舰艇就占德国战争支出的10-15%，而相比之下，装甲车仅占5-8%。
苏联的生产得到了美国和英国的租借法案的援助。战争期间，美国通过租借法案提供了110亿美元的物资。其中包括400,000辆卡车、12,000辆装甲车（包括7,000辆坦克）、11,400架飞机和175万吨食品。英国在战争期间提供了3,000架飓风飞机和4,000架其他飞机，英国和加拿大提供了五千辆坦克。英国给苏联援助的总供应量约为四百万吨。另一方面，德国拥有被征服的欧洲资源可供支配。
斯大林格勒战败后，德国完全转向战时经济，如纳粹宣传部长约瑟夫·戈培尔在柏林体育宫的演讲所称，在帝国军备部长阿尔伯特·施佩尔的指导下，即使盟军的轰炸行动不断加大，仍在随后几年增加生产。

## 伤亡

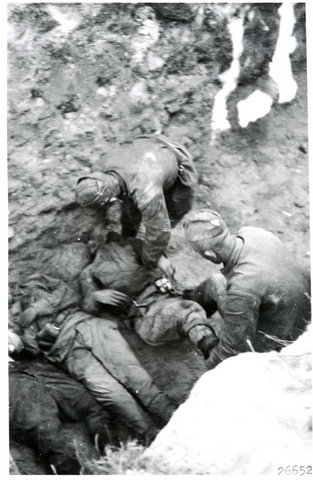
苏联埋葬阵亡将士，1944年7月

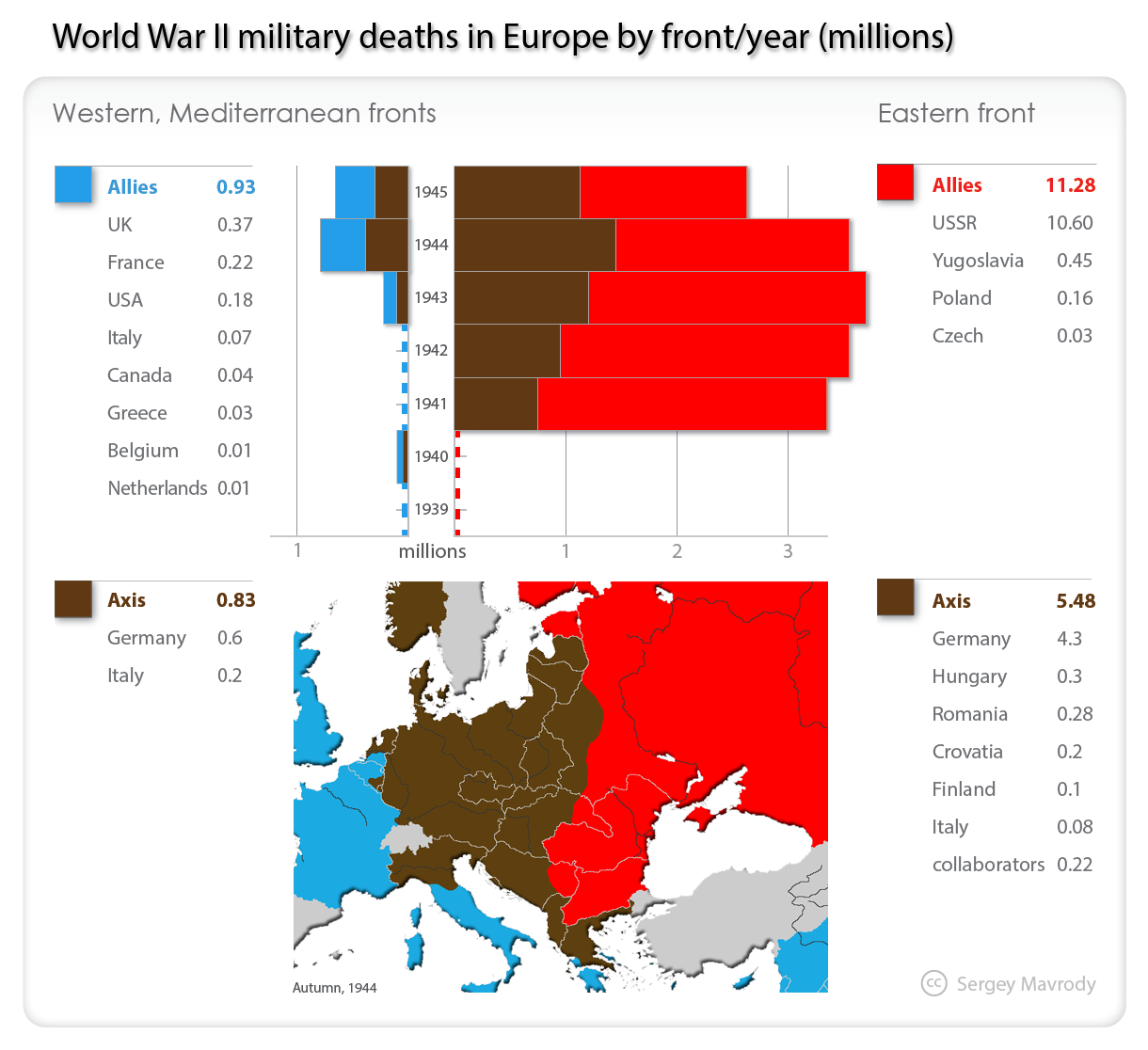
二战期间欧洲各战区军人死亡人数

战争涉及数百万轴心国和苏联军队，这是迄今为止伤亡最惨重的战区，苏联军人死亡人数高达870至1000万人（根据所使用的标准，远东战区的伤亡人数可能与此类似）。轴心国军人死亡人数为500万人，其中德军死亡人数约为400万人。
德国损失包括失踪的200万德军。吕迪格·奥弗曼斯表示，这些人中有一半在行动中阵亡，另一半在苏联拘留期间死亡，但无法证明。最高统帅部官方伤亡数字列出了1939年9月1日至1945年1月1日（战争结束前四个月又一周）65%的德军在东线阵亡，失踪或被俘。
估计平民死亡人数约为14至1700万人。苏联境内有超过1,140万苏联平民被杀，另外估计还有350万平民在被占领土上被杀。作为大屠杀的一部分，纳粹灭绝了一到两百万苏联犹太人（包括在吞并的领土上）。苏联和俄罗斯史学经常使用“无法挽回的伤亡”一词。根据《纳尔科马特国防令》，无法挽回的伤亡包括死亡、失踪、因战时或随后受伤、疾病和冻疮而死亡的人以及被俘的人。
造成巨大伤亡的原因有很多，包括对战俘和被俘游击队员的残酷虐待、苏联境内食品和医疗用品的严重短缺以及德国对平民实施的暴行。多次战斗和焦土政策摧毁了农田、基础设施和城镇，导致许多人无家可归，没有食物。

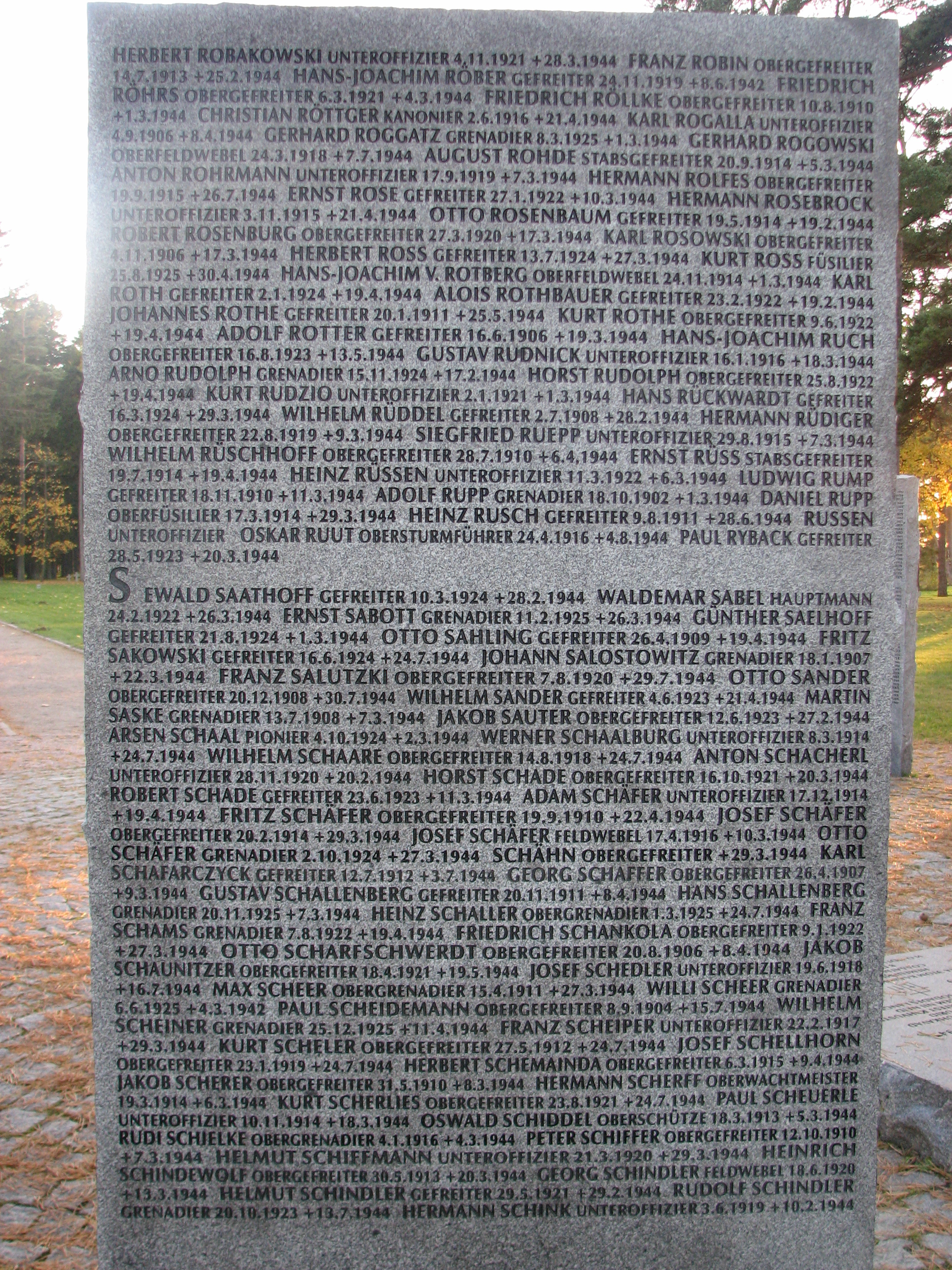
爱沙尼亚的德国战争公墓

根据苏联的消息来源，克里沃谢耶夫估计，从1941年到1945年，德国在东线的损失为6,923,700人，包括阵亡、因伤或疾病死亡。据报告失踪和推定死亡的人数为4,137,100 人、被俘的2,571,600人以及苏联志愿军中死亡的215,000人。战俘死亡人数为450,600人，其中356,700人死于内务人民委员部营地，93,900人在路途中死亡。
根据陆军总参谋部1944年12月发布的一份报告，从1941年6月22日到1944年11月，东部地区的物资损失达33,324辆各类装甲车（坦克、突击炮、坦克歼击车、自行火炮）。保罗·温特在《击败希特勒》中指出“这些数字无疑太低了”。据苏联声称，德军在东线损失42,700辆坦克、坦克歼击车、自行火炮和突击炮。总体而言，德国生产了3,020辆侦察车，2,450辆其他装甲车、21,880辆装甲运兵车、36,703辆半履带式牵引车和87,329辆半履带式卡车，估计有2/3在东线损失。
苏联损失了96,500辆坦克、坦克歼击车、自行火炮和突击炮，以及37,600辆其他装甲车（如装甲车和半履带式卡车），总共损失了134,100辆装甲车。
苏联还损失了102,600架飞机（战斗和非战斗原因），其中46,100架是在战斗中损失的。根据苏联的说法，德国在东线损失了75,700架飞机。
波兰武装部队最初由1939年至1941年来自波兰东部或苏联其他地方的波兰人组成，1943年开始与红军并肩作战，并随着1944年至1945年更多波兰领土从纳粹手中解放而稳步发展。  

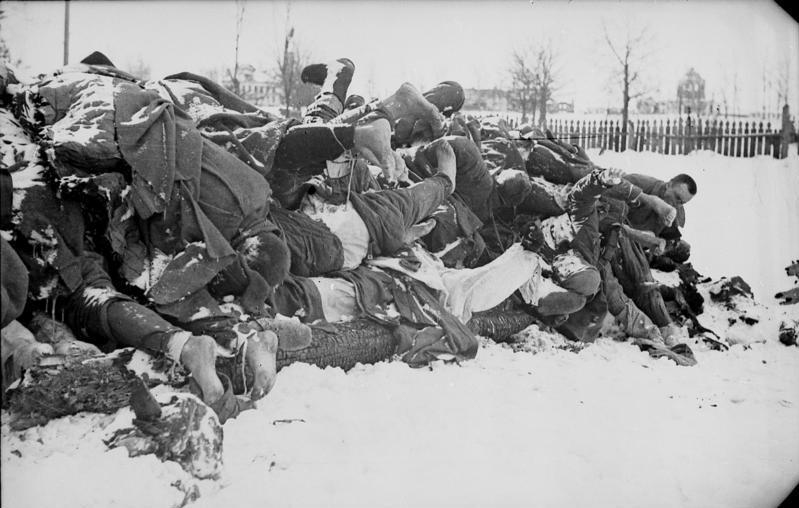
1942年1月，霍尔姆死去的苏联士兵

当中欧轴心国被苏联占领时，他们改变立场并向德国宣战。
一些苏联公民会站在德国一边，加入安德烈·弗拉索夫的俄罗斯解放军、乌克兰解放军、格鲁吉亚军团和其他东征部队，大多数加入的人都是苏联战俘。这些外国志愿兵主要在东线参加战斗，但也有被派去守卫诺曼底。加入德国军队的另一主要人员是1940年被苏联吞并的波罗的海国家或乌克兰西部的公民。他们在其本籍的武装党卫队作战，如拉脱维亚军团和加利西亚师。
希特勒臭名昭著的政委命令要求，在俘军中发现有负责贯彻红军政治可靠性的苏联政治委员时，应立即处决。俘虏红军士兵的轴心国军队经常在野外枪杀他们或将他们运到集中营强迫劳动或杀害。此外，数百万苏联平民被当作战俘并受到同样的待遇。据估计，在525至570万名苏联战俘中，有225至330万名死于纳粹拘留期间。这一数字占所有苏联战俘的45-57%，与231,000名英国和美国战俘中的8,300人（即 3.6%）形成鲜明对比。大约5%的死亡苏联战俘是犹太裔。

### 国家和地区
- 第二次世界大战期间的保加利亚（英语：Bulgaria during World War II）
- 第二次世界大战期间的白俄罗斯（英语：Byelorussia in World War II）
- 第二次世界大战期间的喀尔巴阡鲁塞尼亚（英语：Carpathian Ruthenia during World War II）
- 第二次世界大战中的爱沙尼亚
- 第二次世界大战的芬兰（英语：Finland in World War II）
- 纳粹德国占领波罗的海国家
- 第二次世界大战期间的希腊
- 第二次世界大战期间的匈牙利
- 意大利参与东线战争（英语：Italian participation on the Eastern Front）
- 第二次世界大战的罗马尼亚（英语：Romania in World War II）
- 苏日战争
- 苏联占领波罗的海国家 (1940年)
- 苏联占领波罗的海国家 (1944年)（英语：Soviet re-occupation of the Baltic states (1944)）
- 第二次世界大战的苏联（英语：Soviet Union in World War II）
- 俄罗斯和苏联军队中的女性（英语：Women in the Russian and Soviet military）
- 二战中的女性（英语：Women in World War II）
- 第二次世界大战的南斯拉夫

### 清单
- 第二次世界大战东线军事行动列表（英语：List of military operations on the Eastern Front of World War II）
- 二战红军的战略作战（英语：Strategic operations of the Red Army in World War II）